# سياسة الاعتراف بالإبادة الجماعية
تتمثل سياسة الاعتراف بالإبادة الجماعية في الجهود المبذولة لتفسير حدث معين على أنه «إبادة جماعية» أو تحديده رسميًا على هذا النحو. وقد تحدث مثل هذه الجهود بغض النظر عما إذا كان الحدث يفي بتعريف الإبادة الجماعية المنصوص عليه في اتفاقية الإبادة الجماعية لعام 1948.
في البلدان ذات الماضي الاستعماري الاستيطاني، من الصعب الاعتراف بالإبادات الجماعية الاستعمارية حيث يمكن التشكيك في الماضي الوطني. معظم الإبادات الجماعية المسجلة ارتكبتها دول.

## حسب البلد

### كندا
اعتبارًا من يونيو 2021، تعترف حكومة كندا رسميًا بثمانية أحداث تاريخية في القرنين العشرين والحادي والعشرين تتعلق بالإبادة العرقية أو الإصلاح الزراعي أو الاستيعاب الثقافي القسري التي حدثت خارج حدودها على أنها إبادة جماعية: الإبادة الجماعية للأرمن (1915–1917)، وهولودومور (1932–1933)، والهولوكوست (1941–1945)، والإبادة الجماعية في رواندا (1994)، ومذبحة سربرنيتسا (1995)، والإبادة الجماعية للإيزيديين على يد تنظيم الدولة الإسلامية (2014)، والإبادة الجماعية للأويغور (2014 حتى الآن؛ اعترفت بها كندا في فبراير 2021)، والإبادة الجماعية للروهينجا (2016 حتى الآن). وقد زعم بعض الناشطين والعلماء مثل فيل فونتين وديفيد بروس ماكدونالد أن الحكومة الكندية يجب أن تعترف رسميًا أيضًا بالفظائع المختلفة التي ارتكبت ضد الشعوب الأصلية في كندا من أواخر القرن التاسع عشر حتى منتصف القرن العشرين باعتبارها «إبادة جماعية»، خاصة بعد اكتشاف مقابر المدارس السكنية الهندية الكندية عام 2021. في أكتوبر 2022، أقر مجلس العموم بالإجماع اقتراحًا يطالب الحكومة الكندية بالاعتراف رسميًا بنظام المدارس السكنية باعتباره إبادة جماعية ضد السكان الأصليين.

### ألمانيا
صرح عالم السياسة الكندي ديفيد بروس ماكدونالد في يونيو 2021 أنه من النادر أن تعترف الحكومات بالإبادات الجماعية التي ارتكبتها إدارات سابقة لنفس البلد، مستشهدًا بألمانيا كمثال: فقد اعترفت رسميًا بالهولوكوست (التي ارتكبتها ألمانيا النازية خلال الحرب العالمية الثانية)، وفي مايو 2021 اعترفت ألمانيا رسميًا بالإبادة الجماعية لهيريرو وناماكوا (التي ارتكبتها الإمبراطورية الألمانية في 1904–1908).

### إسرائيل
في 21 نوفمبر 2018، رُفض مشروع قانون تقدمت به النائبة المعارضة كسينيا سفيتلوفا (الاتحاد الصهيوني) للاعتراف بقتل الدولة الإسلامية (داعش) لليزيديين باعتباره إبادة جماعية في تصويت 58 مقابل 38 في الكنيست. ودافعت أحزاب الائتلاف عن رفضها لمشروع القانون بالقول إن الأمم المتحدة لم تعترف به بعد باعتباره إبادة جماعية.

### هولندا
في اتفاق الائتلاف 2017–2021 المنشور في 10 أكتوبر 2017، ذكرت الأحزاب الأربعة التي تشكل حكومة روته الثالثة السياسة التالية: «بالنسبة للحكومة الهولندية، فإن أحكام المحاكم الدولية أو المحاكم الجنائية، والاستنتاجات الواضحة من البحث العلمي، ونتائج الأمم المتحدة، تقود في الاعتراف بالإبادة الجماعية. تتصرف هولندا وفقًا للالتزامات الناشئة عن اتفاقية منع ومعاقبة جريمة الإبادة الجماعية. في مجلس الأمن التابع للأمم المتحدة، تعمل هولندا بشكل استباقي في مكافحة داعش وملاحقة مقاتلي داعش». في 22 فبراير 2018، اعترف مجلس النواب الهولندي رسميًا بالإبادة الجماعية للأرمن بأغلبية 147 صوتًا من أصل 150؛ فقط ثلاثة نواب من حزب دينك الذي يهيمن عليه الأتراك الهولنديون عارضوا الاعتراف باعتباره «تفسيرًا أحادي الجانب للتاريخ». على الرغم من أن الحكومة الهولندية صرحت بأنها لن تتخذ موقفًا (حتى الآن) بشأن ما إذا كانت إبادة جماعية أم لا، واستخدمت بدلاً من ذلك عبارة «مسألة الإبادة الجماعية للأرمن»، إلا أنها وافقت على اقتراح النائب جويل فوردويند بإرسال ممثل حكومي لحضور يوم ذكرى الإبادة الجماعية للأرمن في يريفان كل 5 سنوات «لإظهار الاحترام لجميع الضحايا والناجين من جميع المذابح ضد الأقليات»، كما قالت وزيرة الخارجية سيغريد كاغ في 9 فبراير 2021، أيدت أغلبية كبيرة من مجلس النواب اقتراحًا يدعو الحكومة إلى الاعتراف الكامل بالإبادة الجماعية للأرمن وإسقاط عبارة «مسألة الإبادة الجماعية للأرمن»؛ وكانت الأحزاب الوحيدة التي لم تدعم الدعوة هي حزب الشعب من أجل الحرية والديمقراطية، وحزب دنك مرة أخرى. صرحت إنجي دروست، المتحدثة باسم اتحاد المنظمات الأرمنية في هولندا، في أبريل 2021: «في كل مرة كان يُطرح فيها موضوع الاعتراف، يتبين أنه أداة مساومة سياسية. ثم أرادت دولة الحصول على شيء من تركيا، وهددت بالاعتراف بالإبادة الجماعية للأرمن. ثم في النهاية، لم يحدث ذلك. إنها قضية حساسة للغاية بالنسبة لنا».

### المملكة المتحدة
إن القسم القانوني في وزارة الخارجية وشؤون الكومنولث والتنمية لديه سياسة راسخة، يعود تاريخها إلى إقرار اتفاقية الإبادة الجماعية في عام 1948، وهي رفض إعطاء وصف قانوني لجرائم الحرب المحتملة. ولهذا السبب، سعت إلى ثني أي مؤسسة حكومية بريطانية عن تقديم ادعاءات بشأن الإبادة الجماعية. في 20 أبريل 2016، أيد مجلس عموم المملكة المتحدة بالإجماع اقتراحًا لإعلان أن معاملة تنظيم الدولة الإسلامية للإيزيديين والمسيحيين ترقى إلى مستوى الإبادة الجماعية، وإدانتها على هذا النحو، وإحالة القضية إلى مجلس الأمن التابع للأمم المتحدة. كان من غير المسبوق تقريبًا أن يعلن البرلمانيون البريطانيون بشكل جماعي عن أفعال وقت الحرب على أنها إبادة جماعية، لأنه من خلال القيام بذلك، تحدى النواب المحافظون زملائهم أعضاء الحزب في حكومة المملكة المتحدة. صرح سكرتير وزارة الخارجية توبياس إلوود – الذي تعرض للسخرية والمقاطعة من قبل أعضاء البرلمان أثناء خطابه في المناقشة – أنه يعتقد شخصيًا أن إبادة جماعية قد حدثت، لكن الأمر لا يعود إلى السياسيين لتحديد ذلك، بل إلى المحاكم.

### الولايات المتحدة
بين عامي 1989 و2022، اعترفت وزارة الخارجية الأمريكية رسميًا بثماني عمليات إبادة جماعية: في البوسنة (1993)، ورواندا (1994)، والعراق (1995)، ودارفور (2004)، والمناطق الخاضعة لسيطرة داعش (2016 و2017). وخلال الأيام الأخيرة من إدارة ترامب، تم الاعتراف بالإبادة الجماعية للأويغور، وهو القرار الذي أكدته إدارة بايدن، التي اعترفت أيضًا بالإبادة الجماعية للأرمن في أبريل 2021 والإبادة الجماعية للروهينجا في بورما / ميانمار، مع تحديد القرار في مارس 2022. وتم النظر في ثلاث حالات أخرى، وهي بوروندي في منتصف التسعينيات، و«المنطقتين» في السودان في عام 2013، وبورما في عام 2018، ولكن في نهاية المطاف لم تكتمل عملية الاعتراف. في تقرير صادر عن متحف ذكرى الهولوكوست بالولايات المتحدة في مارس 2019 من قبل شركة بوخوالد وكيث جاء: «لا توجد سياسة رسمية أو كانت موجودة لتوجيه كيفية أو متى تقرر حكومة الولايات المتحدة ما إذا كانت الإبادة الجماعية قد حدثت وما إذا كانت ستعلن عن استنتاجاتها علنًا». ومع ذلك، هناك مذكرتان – الأولى كتبها وزير الخارجية وارن كريستوفر في مايو 1994 بشأن رواندا، والثانية كتبها وزير الخارجية كولن باول في يونيو 2004 بشأن دارفور – والتي توفر بعض الرؤى حول عملية صنع القرار، وتنصح أو تفوض مسؤولي الحكومة الأمريكية بشأن ما يجب فعله في أسئلة الاعتراف بالإبادة الجماعية.

## حسب الحدث

### صلح الجزائر
وصفت بعض الحكومات والعلماء غزو فرنسا للجزائر بالإبادة الجماعية، مثل رفائيل ليمكين، الذي صاغ كلمة «إبادة جماعية» في القرن العشرين وبين كيرنان، الخبير الأسترالي في الإبادة الجماعية في كمبوديا، الذي كتب في كتابه الدم والتربة: تاريخ عالمي للإبادة الجماعية والإبادة من أسبرطة إلى دارفور حول الغزو الفرنسي للجزائر:
بحلول عام 1875، اكتمل الغزو الفرنسي. وكانت الحرب قد قتلت ما يقرب من 825 ألف جزائري أصلي منذ عام 1830. واستمرت ظلال الكراهية الإبادية الطويلة، مما دفع أحد المؤلفين الفرنسيين إلى الاحتجاج في عام 1882 قائلاً: "في الجزائر، نسمع كل يوم أننا يجب أن نطرد السكان الأصليين وإذا لزم الأمر ندمرهم". وكما حثت إحدى المجلات الإحصائية الفرنسية بعد خمسة أعوام من ذلك، «يجب أن يفسح نظام الإبادة المجال لسياسة الاختراق».— بن كيرنان، الدم والتربة

### حملة الأنفال
خصصت حكومة إقليم كردستان يوم 14 أبريل كيوم لإحياء ذكرى حملة الأنفال. وفي السليمانية، تم إنشاء متحف في السجن السابق لمديرية الأمن العام. ويرفض العديد من العرب العراقيين وقوع أي عمليات قتل جماعي للأكراد أثناء حملة الأنفال.
في 28 فبراير 2013، اعترف مجلس العموم البريطاني رسميًا بأن الأنفال هي إبادة جماعية بعد حملة قادها النائب المحافظ ناظم الزهاوي، وهو من أصل كردي.

### الإبادة الجماعية الأرمنية
إن الاعتراف بالإبادة الجماعية للأرمن هو قبول رسمي لحقيقة أن المذابح المنهجية التي ارتكبتها الإمبراطورية العثمانية والترحيل القسري للأرمن من عام 1915 إلى عام 1923، سواء أثناء الحرب العالمية الأولى أو بعدها، كانت بمثابة إبادة جماعية.
يعترف معظم المؤرخين خارج تركيا بحقيقة أن اضطهاد الإمبراطورية العثمانية للأرمن كان بمثابة إبادة جماعية. ومع ذلك، وعلى الرغم من الاعتراف بالطابع الإبادي لمذبحة الأرمن في الدراسات العلمية وكذلك في المجتمع المدني، فقد كانت بعض الحكومات مترددة في الاعتراف رسميًا بالقتل باعتباره إبادة جماعية بسبب المخاوف السياسية بشأن علاقاتها مع حكومة تركيا.
اعتبارًا من عام 2023، اعترفت حكومات وبرلمانات 34 دولة، بما في ذلك الأرجنتين والنمسا والبرازيل وكندا وفرنسا وألمانيا واليونان وإيطاليا والمكسيك وهولندا وبولندا والبرتغال وروسيا والسويد والولايات المتحدة وأوروغواي، رسميًا بالإبادة الجماعية للأرمن، وكانت الأخيرة هي الدولة الأولى التي تفعل ذلك.
ثلاث دول — أذربيجان وتركيا وباكستان — تنكر حدوث إبادة جماعية للأرمن.

### أعمال شغب ضد السيخ
أعمال الشغب المناهضة للسيخ عام 1984، والمعروفة أيضًا باسم مذبحة السيخ عام 1984، كانت عبارة عن سلسلة من المذابح المنظمة ضد السيخ في الهند بعد اغتيال أنديرا غاندي على يد حراسها الشخصيين السيخ. كان حزب المؤتمر الوطني الهندي الحاكم متواطئًا بشكل نشط مع الغوغاء فيما يتعلق بتنظيم أعمال الشغب. تشير تقديرات الحكومة إلى مقتل حوالي 2800 سيخي في دلهي و3350 في جميع أنحاء البلاد، بينما تقدر مصادر مستقلة عدد القتلى بحوالي 8،000–17،000.
في 12 أغسطس 2005، اعتذر رئيس وزراء الهند آنذاك الدكتور مانموهان سينغ في مجلس النواب عن أعمال الشغب. يُستشهد بأعمال الشغب كسبب لدعم إنشاء وطن للسيخ في الهند، والذي يُطلق عليه غالبًا خاليستان.
في 15 يناير 2017، تم افتتاح جدار الحقيقة في دلهي، نيودلهي، كنصب تذكاري للسيخ الذين قتلوا خلال أعمال الشغب عام 1984 (وجرائم الكراهية الأخرى في جميع أنحاء العالم).

### الإبادة الآشورية (سيفو)
إن مذبحة سيفو أقل شهرة من الإبادة الجماعية للأرمن، ويرجع ذلك جزئيًا إلى أن أهدافها كانت منقسمة بين الكنائس المتعارضة ولم تتطور هوية جماعية. خلال تسعينيات القرن العشرين، قبل أول بحث أكاديمي عن مذبحة سيفو، بدأت مجموعات الشتات الآشوري (المستوحاة من حملات الاعتراف بالإبادة الجماعية للأرمن) في الضغط من أجل اعتراف رسمي مماثل. وبالتوازي مع الحملة السياسية، بدأت أبحاث الإبادة الجماعية للأرمن في تضمين الآشوريين كضحايا. في ديسمبر 2007، أقرت الجمعية الدولية لعلماء الإبادة الجماعية قرارًا يعترف بالإبادة الجماعية للآشوريين. كما تم الاعتراف بمذبحة سيفو على أنها إبادة جماعية في القرارات التي أقرتها السويد (في عام 2010)، وأرمينيا (2015)، وهولندا (2015)، وألمانيا (في عام 2016). تخلد النصب التذكارية في أرمينيا وأستراليا وبلجيكا وفرنسا واليونان والسويد وأوكرانيا والولايات المتحدة ذكرى ضحايا مذبحة سيفو.

### الفظائع في دولة الكونغو الحرة
أدى العدد الكبير من الوفيات في ظل نظام الدولة الحرة بعض العلماء إلى ربط الفظائع بالإبادات الجماعية التي حدثت في وقت لاحق، على الرغم من أن فهم الخسائر في ظل حكم الإدارة الاستعمارية باعتبارها نتيجة للاستغلال الاقتصادي القاسي وليس سياسة الإبادة المتعمدة قد دفع آخرين إلى التشكيك في ذلك. المقارنة؛ هناك نقاش مفتوح حول ما إذا كانت الفظائع تشكل إبادة جماعية. وفقا لتعريف الأمم المتحدة لعام 1948 لمصطلح «الإبادة الجماعية»، فإن الإبادة الجماعية يجب أن تكون «أفعالاً تُرتكب بقصد تدمير جماعة قومية أو إثنية أو عنصرية أو دينية كلياً أو جزئياً». وبحسب جورجي فيربيك، فإن هذا التعريف التقليدي للإبادة الجماعية منع معظم المؤرخين من استخدام المصطلح لوصف الفظائع التي ارتكبت في الولاية الحرة؛ وبالمعنى الدقيق للكلمة، رفض معظم المؤرخين ادعاءات الإبادة الجماعية.
صرحت عالمة الاجتماع رودا هوارد هاسمان أنه بما أن الكونغوليين لم يُقتلوا بطريقة منهجية وفقًا لهذا المعيار، فإن «هذا لم يكن إبادة جماعية من الناحية الفنية حتى بالمعنى القانوني الرجعي». رفض آدم هوشيلد وخبير العلوم السياسية جورج نزونغولا نتالاجا مزاعم الإبادة الجماعية في الولاية الحرة لأنه لم يكن هناك دليل على سياسة الإبادة المتعمدة أو الرغبة في القضاء على أي مجموعات سكانية محددة، على الرغم من أن الأخير أضاف أنه مع ذلك كان هناك «حصيلة قتلى». «ذات أبعاد الهولوكوست»، مما دفعه إلى تسميتها بـ«محرقة الكونغو».

صورة «رجال كونغوليون يحملون أيديًا مقطوعة» التقطتها أليس سيلي هاريس في بارينجا، مايو 1904

ومن المتفق عليه عموما بين المؤرخين أن الإبادة لم تكن أبدا سياسة الدولة الحرة. وفقًا لديفيد فان ريبروك، «سيكون من السخف... أن نتحدث عن فعل «إبادة جماعية» أو «هولوكوست»؛ فالإبادة الجماعية تعني الإبادة الواعية والمخطط لها لسكان معينين، ولم يكن هذا هو القصد هنا أبدًا، أو النتيجة... ولكنها كانت بالتأكيد مذبحة مروعة، مذبحة على نطاق مذهل لم تكن مقصودة، ولكن كان من الممكن التعرف عليها في وقت مبكر باعتبارها الضرر الجانبي لسياسة استغلالية غادرة وجشعة». صرحت المؤرخة باربرا إيمرسون، «لم يبدأ ليوبولد الإبادة الجماعية. كان جشعًا للمال واختار عدم الاهتمام بنفسه عندما خرجت الأمور عن السيطرة». وفقًا لهوتشيلد، «في حين لم تكن حالة إبادة جماعية، بالمعنى الدقيق للكلمة»، كانت الفظائع التي ارتُكبت في الكونغو «واحدة من أبشع المذابح التي ارتكبتها وكالات إنسانية على الإطلاق».
وقد زعم المؤرخون أن المقارنات التي أجراها البعض في الصحافة بين حصيلة القتلى نتيجة الفظائع التي ارتكبتها ولاية فري ستيت ومحرقة الهولوكوست خلال الحرب العالمية الثانية كانت مسؤولة عن خلق ارتباك غير مبرر بشأن قضية المصطلحات. وفي إحدى الحوادث، استخدمت جريدة يوميوري اليابانية كلمة «إبادة جماعية» في عنوان مقال كتبه هوشيلد عام 2005. وقد انتقد هوشيلد نفسه العنوان ووصفه بأنه «مضلل» وصرح بأنه تم اختياره «دون علمي». وقد ردد المؤرخ جان لوك فيلوت انتقادات مماثلة.
أصبحت مزاعم الإبادة الجماعية في الولاية الحرة شائعة بمرور الوقت. وكتب مارتن إيوانز: «لقد أصبح نظام ليوبولد الأفريقي مرادفًا للاستغلال والإبادة الجماعية». وبحسب المؤرخ تيموثي ج. ستابلتون، «يبدو أن أولئك الذين يطبقون بسهولة مصطلح الإبادة الجماعية على نظام ليوبولد يفعلون ذلك على أساس الرعب الواضح والأعداد الهائلة من الناس الذين لقوا حتفهم». ويرى روبرت ويزبورد أنه ليس من الضروري أن تكون هناك نية لإبادة جميع أفراد السكان في الإبادة الجماعية. وذكر أن «أي جهد للقضاء على جزء من شعب ما يعتبر إبادة جماعية» وفقا لمعايير الأمم المتحدة، وأكد أن الدولة الحرة فعلت الشيء نفسه. كما أشار كل من جين هاسكين، ويآ لينجي ميما نجيمي، وديفيد أولوسوجا إلى الفظائع باعتبارها إبادة جماعية.
في مخطوطة غير منشورة من الخمسينيات، أكد ليمكين، الذي كان أول من صاغ مصطلح «الإبادة الجماعية» في عام 1944، وقوع «إبادة جماعية لا لبس فيها» في الولاية الحرة، على الرغم من أنه ألقى باللوم في العنف على ما رآه «وحشية القوات الاستعمارية الأفريقية». وأكد ليمكين أن الفظائع التي ارتكبت عادة كانت على أيدي أفارقة أنفسهم كانوا يتلقون رواتبهم من البلجيكيين. وقد وصف ليمكين هذه «الميليشيات الأصلية» بأنها «مجموعة من الغوغاء غير المنظمين والفوضويين الذين كانت مكافأتهم الوحيدة هي ما حصلوا عليه من النهب، وعندما كانوا آكلي لحوم البشر، كما كانت الحال عادة، في أكل الأعداء الذين أُرسلوا ضدهم». ادعى الباحث في الإبادة الجماعية آدم جونز أن التمثيل الضعيف للذكور في أرقام السكان الكونغوليين بعد حكم ليوبولد هو دليل على أن «الإبادة الجماعية الصريحة» كانت سببًا لنسبة كبيرة من الوفيات في ولاية فري ستيت.
في عام 1999 نشر هوشيلد كتاب شبح الملك ليوبولد [الإنجليزية]، وهو كتاب يوضح بالتفصيل الفظائع التي ارتكبت أثناء وجود الدولة الحرة. أصبح الكتاب من أكثر الكتب مبيعًا في بلجيكا، لكنه أثار انتقادات من المستعمرين البلجيكيين السابقين وبعض الأكاديميين بسبب المبالغة في مدى الفظائع وانخفاض عدد السكان. في عام 2010، بمناسبة الذكرى الخمسين لاستقلال الكونغو عن بلجيكا، قام العديد من الكتاب البلجيكيين بنشر محتوى عن الكونغو. انتقد المؤرخ إيدسبالد جوديريس هذه الأعمال—بما في ذلك كتاب فان ريبروك الكونغو: تاريخ—لاتخاذها موقفًا مخففًا بشأن الفظائع التي ارتكبت في دولة الكونغو الحرة، قائلاً «إنهم يعترفون بالفترة المظلمة لدولة الكونغو الحرة، ولكن ... يؤكدون أن لم يعرف عدد الضحايا وأن الإرهاب تركز في مناطق محددة».
ويُستخدم مصطلح «الإبادة الجماعية الكونغولية» أيضًا للإشارة إلى عمليات القتل الجماعي والاغتصاب التي ارتكبت في شرق الكونغو في أعقاب الإبادة الجماعية في رواندا (وحرب الكونغو الثانية التي تلت ذلك) بين عامي 1998 و2003.

### الحرب السوداء
وُصف التدمير شبه الكامل للسكان الأصليين في تسمانيا بأنه عمل من أعمال الإبادة الجماعية من قبل المؤرخين وعلماء الإبادة الجماعية بما في ذلك روبرت هيوز وجيمس بويس وليندال رايان وتوم لوسون ومحمد أدهيكاري وبنجامين مادلي وأشلي رايلي سوزا وريبي تايلور وتوني بارتا. اعتبر مؤلف مفهوم الإبادة الجماعية، رفائيل ليمكين، تسمانيا موقعًا لإحدى حالات الإبادة الجماعية الواضحة في العالم، ووصف هيوز فقدان سكان تسمانيا الأصليين بأنه «الإبادة الجماعية الحقيقية الوحيدة في التاريخ الاستعماري الإنجليزي». ومع ذلك، لا يتفق المؤرخون الآخرون – بمن فيهم هنري رينولدز وريتشارد بروم ونيكولاس كليمنتس – على أن السلطات الاستعمارية اتبعت سياسة تدمير السكان الأصليين، على الرغم من اعترافهم بأن بعض المستوطنين أيدوا الإبادة.
ويزعم بويس أن «إعلان فصل السكان الأصليين عن السكان البيض» الصادر في أبريل 1828 أجاز استخدام القوة ضد السكان الأصليين «لسبب واحد فقط وهو أنهم من السكان الأصليين». ولكن كما يشير رينولدز وبروم وكليمينتس، كانت هناك حرب مفتوحة في ذلك الوقت. ويصف بويس القرار بإبعاد جميع السكان الأصليين من تسمانيا بعد عام 1832 ـ وهو الوقت الذي تخلوا فيه عن قتال المستعمرين البيض ـ بأنه موقف سياسي متطرف. ويخلص إلى أن «الحكومة الاستعمارية من عام 1832 إلى عام 1838 طهرت النصف الغربي من أرض فان ديمن عرقياً ثم تركت الناس المنفيين بلا رحمة لمصيرهم».
في وقت مبكر يعود إلى عام 1852، صور جون ويست في كتابه تاريخ تسمانيا إبادة شعب تسمانيا الأصلي كمثال على «المذبحة المنهجية»، وفي قضية كوي ضد كومنولث أستراليا أمام المحكمة العليا عام 1979، لاحظ القاضي ليونيل ميرفي أن السكان الأصليين لم يتخلوا عن أراضيهم سلمياً وأنهم قُتلوا أو أُخرجوا قسراً من أراضيهم «في ما يعادل محاولة إبادة جماعية (وفي تسمانيا إبادة كاملة تقريباً)».
يقول المؤرخ هنري رينولدز إن المستوطنين خلال حروب الحدود أطلقوا نداء واسع النطاق لـ«إبادة» أو «استئصال» الشعب الأصلي. ولكنه زعم أن الحكومة البريطانية عملت كمصدر لضبط تصرفات المستوطنين. ويقول رينولدز إنه لا يوجد دليل على أن الحكومة البريطانية خططت عمداً لتدمير السكان الأصليين في تسمانيا على نطاق واسع ـ فقد حذر السير جورج موراي في رسالة إلى آرثر في نوفمبر 1830 من أن انقراض هذا العرق من شأنه أن يترك «وصمة عار لا تمحى على شخصية الحكومة البريطانية»–وبالتالي فإن ما حدث لا يتوافق مع تعريف الإبادة الجماعية المنصوص عليه في اتفاقية الأمم المتحدة لعام 1948. ويقول إن آرثر كان عازماً على هزيمة السكان الأصليين والاستيلاء على أراضيهم، ولكنه يعتقد أن هناك أدلة قليلة تشير إلى أنه كان لديه أهداف تتجاوز هذا الهدف وأنه كان يرغب في تدمير العرق التسماني. وعلى النقيض من حجة رينولدز، خلصت المؤرخة ليندال رايان، استناداً إلى عينة من المذابح التي جرت في منطقة نهر مياندر في يونيو 1827، إلى أن المذابح التي ارتكبها المستوطنون البيض بحق السكان الأصليين في تسمانيا كانت على الأرجح جزءاً من عملية منظمة، وكانت معتمدة من جانب السلطات الحكومية.
ويقبل كليمنتس حجة رينولدز ولكنه يبرئ المستعمرين أنفسهم من تهمة الإبادة الجماعية. ويقول إنه على النقيض من عمليات الإبادة الجماعية التي ارتكبها النازيون ضد اليهود في الحرب العالمية الثانية، والهوتو ضد التوتسي في رواندا، والعثمانيون ضد الأرمن في تركيا الحالية والتي نُفذت لأسباب أيديولوجية، فإن المستوطنين التسمانيين شاركوا في أعمال العنف إلى حد كبير بدافع الانتقام والحفاظ على الذات. ويضيف: «حتى أولئك الذين تحركهم الرغبة الجنسية أو الإثارة المرضية لم يكن لديهم أي دافع أيديولوجي لإبادة السكان الأصليين». ويزعم أيضاً أنه في حين تُفرض عمليات الإبادة الجماعية على الأقليات المهزومة أو الأسيرة أو الضعيفة، فإن سكان تسمانيا الأصليين بدوا «عدواً قوياً ومرعباً» للمستعمرين، وقد قُتلوا في سياق حرب قتل فيها الجانبان مدنيين.
في نقده لموقف رينولدز، يزعم لوسون أن الإبادة الجماعية كانت النتيجة الحتمية لمجموعة من السياسات البريطانية لاستعمار أرض فان ديمن. ويقول إن الحكومة البريطانية أيدت استخدام التقسيم و«القوة المطلقة» ضد سكان تسمانيا، ووافقت على «المهمة الودية» التي قادها روبنسون، وتواطأت في تحويل تلك المهمة إلى حملة تطهير عرقي بدأت في عام 1832. ويقول إن السكان الأصليين تلقوا تعليماً بمجرد وصولهم إلى جزيرة فليندرز أن يزرعوا الأرض مثل الأوروبيين وأن يعبدوا الله مثل الأوروبيين، ويخلص إلى أن «حملة التحول التي نفذت في جزيرة فليندرز كانت بمثابة إبادة ثقافية».
في عام 2023، يشير المؤرخ ريبي تايلور إلى حجج ويندشاتل باعتبارها رأيًا أقلية بين المؤرخين الذين يقبلون عمومًا الحرب السوداء كحالة من حالات الإبادة الجماعية.

### الإبادة الجماعية البوسنية

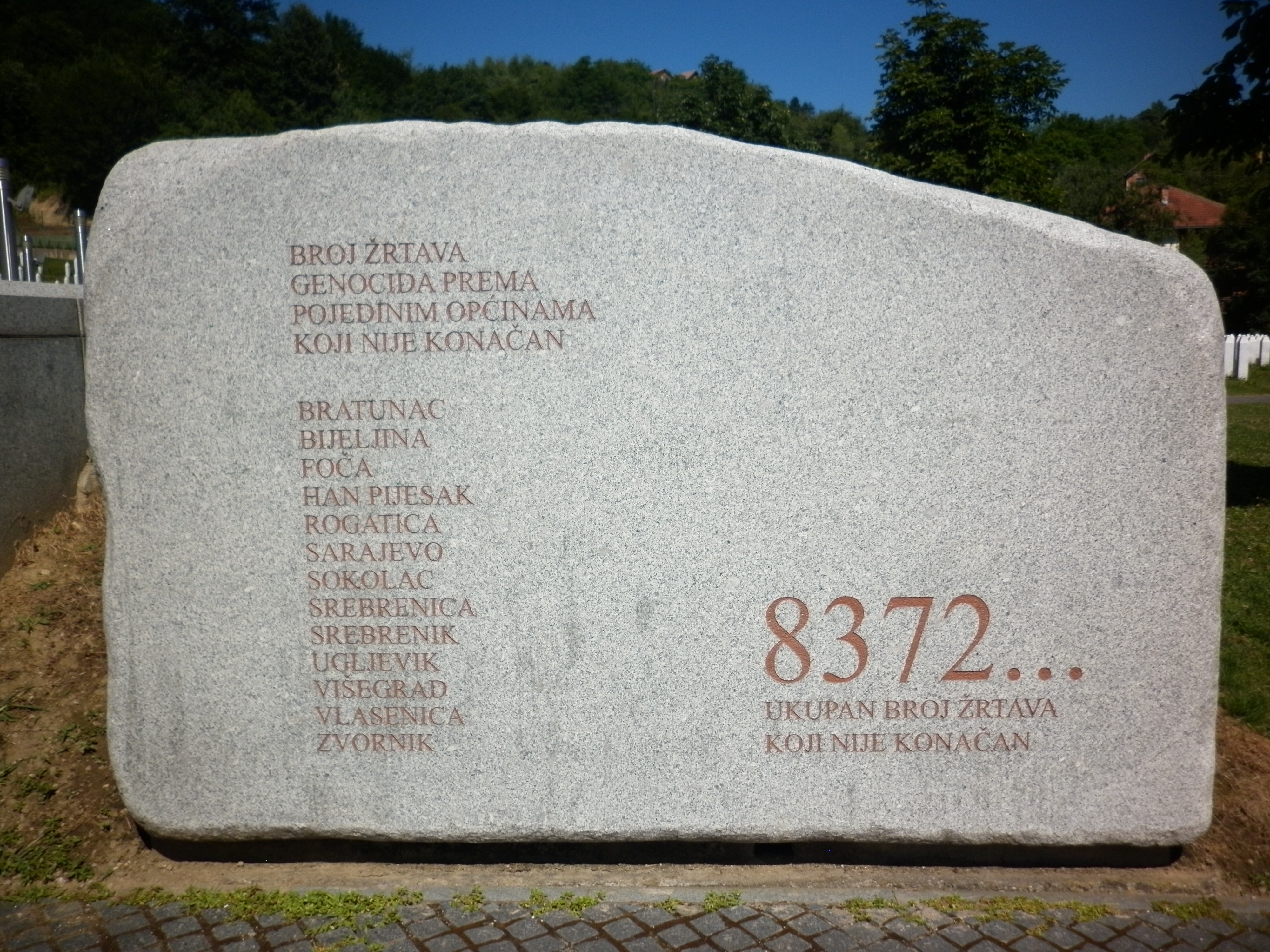
حجر تذكاري في Srebrenica–Potočari Memorial Centre

يشير مصطلح «الإبادة الجماعية البوسنية» إما إلى مذبحة سربرنيتسا، أو إلى الجرائم الأوسع نطاقًا ضد الإنسانية وحملة التطهير العرقي التي شنت في جميع أنحاء مناطق البوسنة والهرسك التي كانت تحت سيطرة جيش جمهورية صرب البوسنة خلال الحرب البوسنية 1992–1995. تضمنت الأحداث في سربرنيتسا عام 1995 مقتل أكثر من 8000 رجل وفتى من البشناق (مسلم بوسني)، بالإضافة إلى الطرد الجماعي لـ25،000–30،000 مدني بوسني آخر من قبل وحدات جيش جمهورية صرب البوسنة تحت قيادة الجنرال راتكو ملاديتش.
وفي تسعينيات القرن العشرين، أكدت عدة جهات رسمية أن حملة التطهير العرقي التي نفذتها عناصر من جيش صرب البوسنة كانت بمثابة إبادة جماعية. وقد شملت هذه القرارات قرارًا من الجمعية العامة للأمم المتحدة وثلاث إدانات بتهمة الإبادة الجماعية في المحاكم الألمانية (كانت الإدانات مبنية على تفسير أوسع للإبادة الجماعية من ذلك الذي تستخدمه المحاكم الدولية). في عام 2005، أقر الكونغرس الأمريكي قرارًا ينص على أن «سياسات العدوان والتطهير العرقي الصربية تلبي المصطلحات التي تحدد الإبادة الجماعية».
وجدت المحكمة الجنائية الدولية ليوغوسلافيا السابقة أن مذبحة سربرنيتسا كانت بمثابة عمل من أعمال الإبادة الجماعية، وهو ما أيدته محكمة العدل الدولية. في 24 مارس 2016، أدين زعيم صرب البوسنة السابق وأول رئيس لجمهورية صرب البوسنة، رادوفان كاراديتش، بارتكاب الإبادة الجماعية في سربرنيتسا وجرائم حرب وجرائم ضد الإنسانية وحُكم عليه بالسجن لمدة 40 عامًا. في عام 2019، زادت محكمة الاستئناف عقوبته إلى السجن مدى الحياة. وجدت المحكمة الجنائية الدولية ليوغوسلافيا السابقة أن هذه الأفعال قد استوفت متطلبات «الأفعال المذنبة» للإبادة الجماعية، وأن «بعض الجناة الجسديين كانوا يعتزمون تدمير الجماعات المحمية من المسلمين والكروات البوسنيون جسديًا».

### الإبادة الجماعية في كاليفورنيا
في خطاب ألقاه أمام ممثلي الشعوب الأمريكية الأصلية في يونيو 2019، اعتذر حاكم ولاية كاليفورنيا جافين نيوسوم عن الإبادة الجماعية. قال نيوسوم في إشارة إلى مجلس الحقيقة والشفاء المقترح في كاليفورنيا: «يجب على كاليفورنيا أن تحسب حساب تاريخنا المظلم. عانى شعب كاليفورنيا الأصلي من العنف والتمييز والاستغلال الذي أقرته حكومة الولاية طوال تاريخها .... يُطلق عليه إبادة جماعية. هذا ما كان عليه الأمر، إبادة جماعية. لا توجد طريقة أخرى لوصفه. وهذه هي الطريقة التي يجب أن توصف بها في كتب التاريخ. لا يمكننا أبدًا التراجع عن الأخطاء التي لحقت بالشعوب التي عاشت على هذه الأرض التي نسميها الآن كاليفورنيا منذ زمن سحيق، ولكن يمكننا العمل معًا لبناء الجسور وإخبار الحقيقة عن ماضينا والبدء في مداواة الجروح العميقة». بعد الاستماع إلى الشهادات، سيوضح مجلس الحقيقة والشفاء السجل التاريخي للعلاقة بين الولاية والأمريكيين الأصليين في كاليفورنيا. في نوفمبر 2021، صوت مجلس إدارة «كلية الحقوق بجامعة كاليفورنيا هاستينجز» السابقة على تغيير اسم المؤسسة بسبب تورط إس. سي. هاستينجز، الذي يحمل نفس الاسم، في قتل وتهجير شعب اليوكي في خمسينيات القرن التاسع عشر.
تمت الموافقة على تغيير الاسم من خلال قانون صادر عن الهيئة التشريعية في كاليفورنيا (مشروع قانون الجمعية التشريعية في كاليفورنيا رقم 1936، الدورة العادية 2021–2022) وتم التوقيع عليه كقانون من قبل الحاكم في 23 سبتمبر 2022. دخل تغيير الاسم حيز التنفيذ في 1 يناير 2023. تُعرف المؤسسة الآن باسم كلية الحقوق بجامعة كاليفورنيا، سان فرانسيسكو.

### الإبادة الجماعية الشركسية
في 21 مايو 2011، أقر برلمان جورجيا قرارًا ينص على أن عمليات القتل الجماعي المخطط لها مسبقًا للشركس من قبل الإمبراطورية الروسية، حوبة بـ«المجاعة المتعمدة والأوبئة»، يجب اعتبارها «إبادة جماعية»، وأن أولئك الذين تم ترحيلهم خلال تلك الأحداث من وطنهم يجب اعتبارهم «لاجئين». بذلت جورجيا جهودًا للتواصل مع الجماعات العرقية في شمال القوقاز منذ حرب أوسيتيا الجنوبية 2008. بعد التشاور مع الأكاديميين ونشطاء حقوق الإنسان وجماعات الشتات الشركسي والمناقشات البرلمانية في تبليسي في عامي 2010 و2011، أصبحت جورجيا أول دولة تستخدم كلمة «إبادة جماعية» للإشارة إلى الأحداث. في 20 مايو 2011، أعلن برلمان جمهورية جورجيا في قراره أن الإبادة الجماعية لشعب الشركس (الأديغة) أثناء الحرب الروسية القوقازية وبعد ذلك تشكل إبادة جماعية كما هو محدد في اتفاقية لاهاي لعام 1907 واتفاقية الأمم المتحدة لعام 1948. في العام التالي، في نفس يوم 21 مايو، تم تشييد نصب تذكاري في أناكليا، جورجيا، لإحياء ذكرى معاناة الشركس.

### ترحيل الشيشانيين والإنغوش

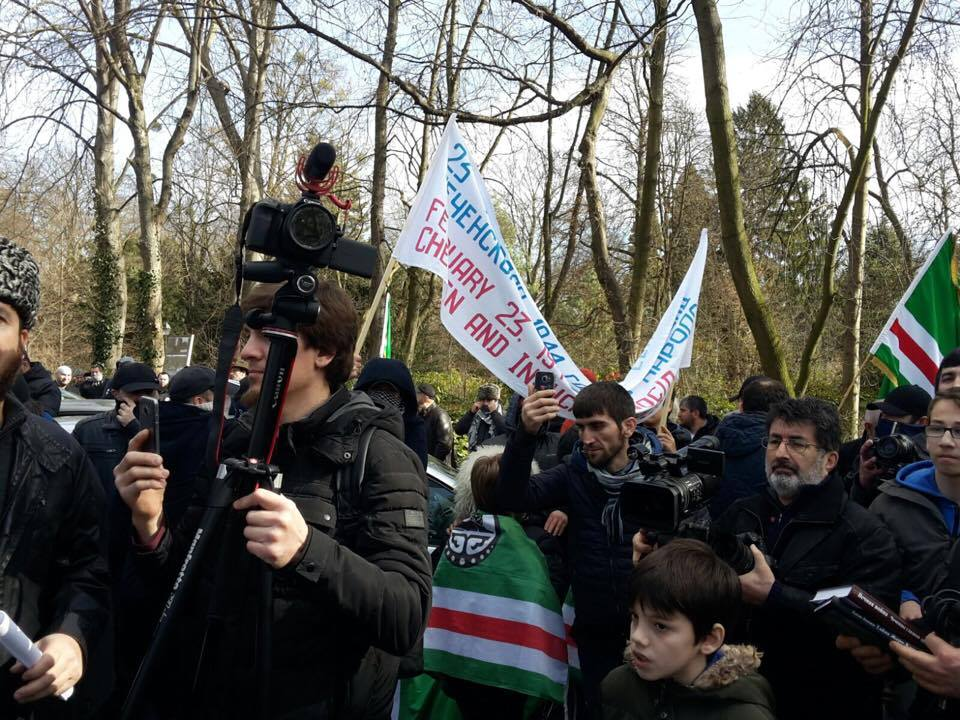
اجتماع في ستراسبورغ في 23 فبراير 2017 مخصص لذكرى الترحيل

وقد وصف العديد من العلماء وكذلك البرلمان الأوروبي عملية النقل القسري والذبح والظروف أثناء النقل وبعده بأنها عمل من أعمال الإبادة الجماعية على أساس اتفاقية لاهاي الرابعة لعام 1907 واتفاقية منع ومعاقبة جريمة الإبادة الجماعية للجمعية العامة للأمم المتحدة (التي اعتمدت عام 1948)، بما في ذلك المؤرخ الفرنسي وخبير الدراسات الشيوعية نيكولاس ويرث، والمؤرخ الألماني فيليب ثير، والأستاذ أنتوني جيمس جو، والصحفي الأمريكي اريك مارغوليس، والعالم السياسي الكندي آدم جونز، وأستاذ التاريخ الإسلامي في جامعة ماساتشوستس في دارتموث برايان غلين ويليامز، والباحثان مايكل فريدهولم وفاني إي برايان. افترض رفائيل ليمكين، المحامي من أصل بولندي يهودي الذي بدأ اتفاقية الإبادة الجماعية، أن الإبادة الجماعية ارتُكبت في سياق الترحيل الجماعي للشيشان والإنغوش وألمان الفولجا وتتار القرم والكالميك والكراشاي. وقد شبه الصحفي الاستقصائي الألماني لوتز كليفمان عملية الترحيل بـ«الإبادة الجماعية البطيئة». وفي هذه الحالة، اعترف البرلمان الأوروبي بذلك باعتباره عملاً من أعمال الإبادة الجماعية في عام 2004:
...يعتقد أن ترحيل الشعب الشيشاني بأكمله إلى آسيا الوسطى في 23 فبراير 1944 بأمر من ستالين يشكل عملاً من أعمال الإبادة الجماعية وفقاً لاتفاقية لاهاي الرابعة لعام 1907 واتفاقية منع وقمع جريمة الإبادة الجماعية التي اعتمدتها الجمعية العامة للأمم المتحدة في 9 ديسمبر 1948.
في 26 أبريل 1991، أقر المجلس الأعلى لجمهورية روسيا الاتحادية الاشتراكية السوفييتية، تحت رئاسة بوريس يلتسن، قانون إعادة تأهيل الشعوب المضطهدة، حيث ندد في المادة الثانية منه بجميع عمليات الترحيل الجماعي باعتبارها «سياسة ستالين في التشهير والإبادة الجماعية». استشهد خبراء متحف ذكرى الهولوكوست بالولايات المتحدة بأحداث عام 1944 كسبب لوضع الشيشان على قائمة المراقبة الخاصة بالإبادة الجماعية بسبب احتمالية حدوث إبادة جماعية. كما اعترفت الحكومة الانفصالية في الشيشان بالإبادة الجماعية. يروج أعضاء الشتات الشيشاني وأنصارهم ليوم 23 فبراير باعتباره اليوم العالمي للشيشان لإحياء ذكرى الضحايا.
يمثل الشيشانيون والإنغوش، إلى جانب الكاراشاي والبلقار، في اتحاد الشعوب المضطهدة (CRP)، وهي منظمة تغطي الاتحاد السوفييتي السابق وتهدف إلى دعم وإعادة تأهيل حقوق الشعوب المرحّلة.

### ترحيل تتار القرم

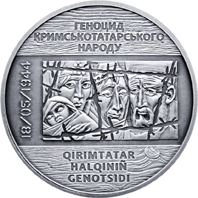
عملة أوكرانية تخليداً لذكرى الإبادة الجماعية لتتار القرم، صدرت عام 2015

ويذهب بعض الناشطين والسياسيين والعلماء والدول والمؤرخين إلى أبعد من ذلك فيعتبرون الترحيل جريمة إبادة جماعية أو إبادة ثقافية. ويكتب نورمان نيمارك: «لقد كان من المقرر بالفعل القضاء على الشيشانيين والإنغوش وتتار القرم وغيرهم من «الشعوب المعاقبة» في فترة الحرب، إن لم يكن جسديًا، فباعتبارهم قوميات تحدد هويتها».
وقد زعم البروفيسور ليمان إتش. ليجترز أن النظام الجزائي السوفييتي، إلى جانب سياسات إعادة التوطين، ينبغي اعتباره إبادة جماعية لأن الأحكام كانت تفرض بشكل خاص على مجموعات عرقية معينة، وأن نقل هذه المجموعات العرقية، التي يعتمد بقاؤها على الروابط مع وطنها الخاص، «كان له تأثير إبادة جماعية لا يمكن علاجه إلا من خلال إعادة المجموعة إلى وطنها». ووصفها عالم السياسة ستيفن بلانك بأنها ترحيل وإبادة جماعية في الوقت نفسه، ووصفها بأنها «تقنية روسية استمرت قرونًا من الحكم الاستعماري الذاتي تهدف إلى القضاء» على الأقليات. وقد صنف المنشقان السوفييتيان إيليا غاباي وبيوتر جريجورينكو هذا الحدث باعتباره إبادة جماعية. أدرجها المؤرخ تيموثي سنايدر في قائمة السياسات السوفيتية التي «تفي بمعايير الإبادة الجماعية». أدرج المؤرخان ألكسندر بينيجسن وماري بينيجسن بروكسوب حالة تتار القرم والأتراك المسخيت كمثالين على عمليات الإبادة الجماعية الناجحة التي ارتكبتها الحكومات السوفيتية. ولخصوا الأمر بقولهم إن تتار القرم، «الأمة التي لعبت لأكثر من خمسة قرون دورًا رئيسيًا في تاريخ أوروبا الشرقية توقفت ببساطة عن الوجود». لاحظ الباحث البولندي تيموثي د. سنايدر أن موسكو حاولت «تفكيك تتار القرم ولغتهم» من خلال عدم السماح لهم حتى بالتسجيل على أنهم تتار القرم منذ الترحيل؛ يمكنهم فقط إعلان أنفسهم على أنهم تتار. لم يتم الاعتراف بتتار القرم مرة أخرى كجنسية منفصلة حتى تعداد عام 1989. لم يُسمح بتدريس لغة تتار القرم مرة أخرى في المدارس السوفيتية إلا في الثمانينيات.
في 12 ديسمبر 2015، أصدر البرلمان الأوكراني قرارًا يعترف بهذا الحدث باعتباره إبادة جماعية وحدد يوم 18 مايو «يومًا لإحياء ذكرى ضحايا الإبادة الجماعية لتتار القرم». كما اعترف برلمان لاتفيا بالحدث باعتباره عملاً من أعمال الإبادة الجماعية في 9 مايو 2019. كما فعل البرلمان الليتواني الشيء نفسه في 6 يونيو 2019. أقر البرلمان الكندي يوم 10 يونيو 2019 اقتراحا يعترف بترحيل تتار القرم عام 1944 (سورجونليك) باعتباره إبادة جماعية ارتكبها الدكتاتور السوفيتي ستالين، وحدد يوم 18 مايو يوما للذكرى. في 26 أبريل 1991، أقر المجلس الأعلى لجمهورية روسيا الاتحادية الاشتراكية السوفييتية، برئاسة بوريس يلتسن، قانون إعادة تأهيل الشعوب المضطهدة، حيث ندد في المادة الثانية من القانون بجميع عمليات الترحيل الجماعي باعتبارها «سياسة ستالين في التشهير والإبادة الجماعية».
| # | الاسم    | تاريخ الاعتراف | المصدر          |
| - | -------- | -------------- | --------------- |
| 1 | أوكرانيا | 12 ديسمبر 2015 | [ 160 ]         |
| 2 | لاتفيا   | 9 مايو 2019    | [ 161 ] [ 162 ] |
| 3 | ليتوانيا | 6 يونيو 2019   | [ 163 ]         |
| 4 | كندا     | 10 يونيو 2019  | [ 164 ] [ 165 ] |
| 5 | بولندا   | 12 يوليو 2024  | [ 167 ] [ 168 ] |
| 6 | إستونيا  | 16 أكتوبر 2024 | [ 169 ]         |
| 7 | التشيك   | 18 ديسمبر 2024 | [ 170 ]         |

هناك خلاف بين الأقلية حول تعريف الحدث باعتباره إبادة جماعية. فوفقًا لألكسندر ستاتيف، أسفرت عمليات الترحيل السوفييتية عن «معدل وفيات إبادة جماعية»، لكن ستالين لم يكن لديه النية لإبادة هؤلاء الأشخاص. وهو يعتبر مثل هذه الترحيلات مجرد مثال على استيعاب السوفييت «للأمم غير المرغوب فيها». ووفقًا لأمير وينر، سعى النظام السوفييتي إلى استئصال «هويتهم الإقليمية» «فقط». وانتقد جون تشانج مثل هذه الآراء ووصفها بأنها «عنصرية متحضرة» ومراجعة تاريخية. وأشار إلى أن عمليات الترحيل كانت في الواقع تستند إلى عرق الضحايا.

### تجفيف أهوار بلاد الرافدين
تم تجفيف الأهوار الرافدينية في العراق وبدرجة أقل في إيران بين الخمسينيات والتسعينيات من القرن العشرين لتطهير مناطق كبيرة من الأهوار في نظام نهري دجلة والفرات. كانت الأهوار تغطي سابقًا مساحة تبلغ حوالي 20,000 كـم2 (7,700 ميل2). تم تجفيف الأهوار الفرعية الرئيسية، وهور الحويزة والأهوار الوسطى وهور الحمار، في أوقات مختلفة لأسباب مختلفة.
في تسعينيات القرن العشرين، تم تجفيف الأهوار لأسباب سياسية، وهي إجبار عرب الأهوار على الخروج من المنطقة ومعاقبتهم على دورهم في انتفاضة عام 1991 ضد حكومة صدام حسين. ومع ذلك، كان السبب المعلن للحكومة هو استصلاح الأراضي للزراعة والقضاء على أماكن تكاثر البعوض. أدى تهجير أكثر من 200 ألف من الأهواريين، والحملة المرتبطة بالعنف الذي ترعاه الدولة ضدهم، إلى دفع الولايات المتحدة وغيرها إلى وصف تجفيف الأهوار بأنه إبادة بيئية أو تطهير عرقي، أو إبادة جماعية.
وقد وصفت الأمم المتحدة تجفيف الأهوار الرافدينية بأنه «كارثة إنسانية وبيئية مأساوية» على قدم المساواة مع إزالة الغابات في الأمازون المطيرة ومن قبل مراقبين آخرين باعتبارها واحدة من أسوأ الكوارث البيئية في القرن العشرين.

### إبادة الإيزيديين على يد داعش

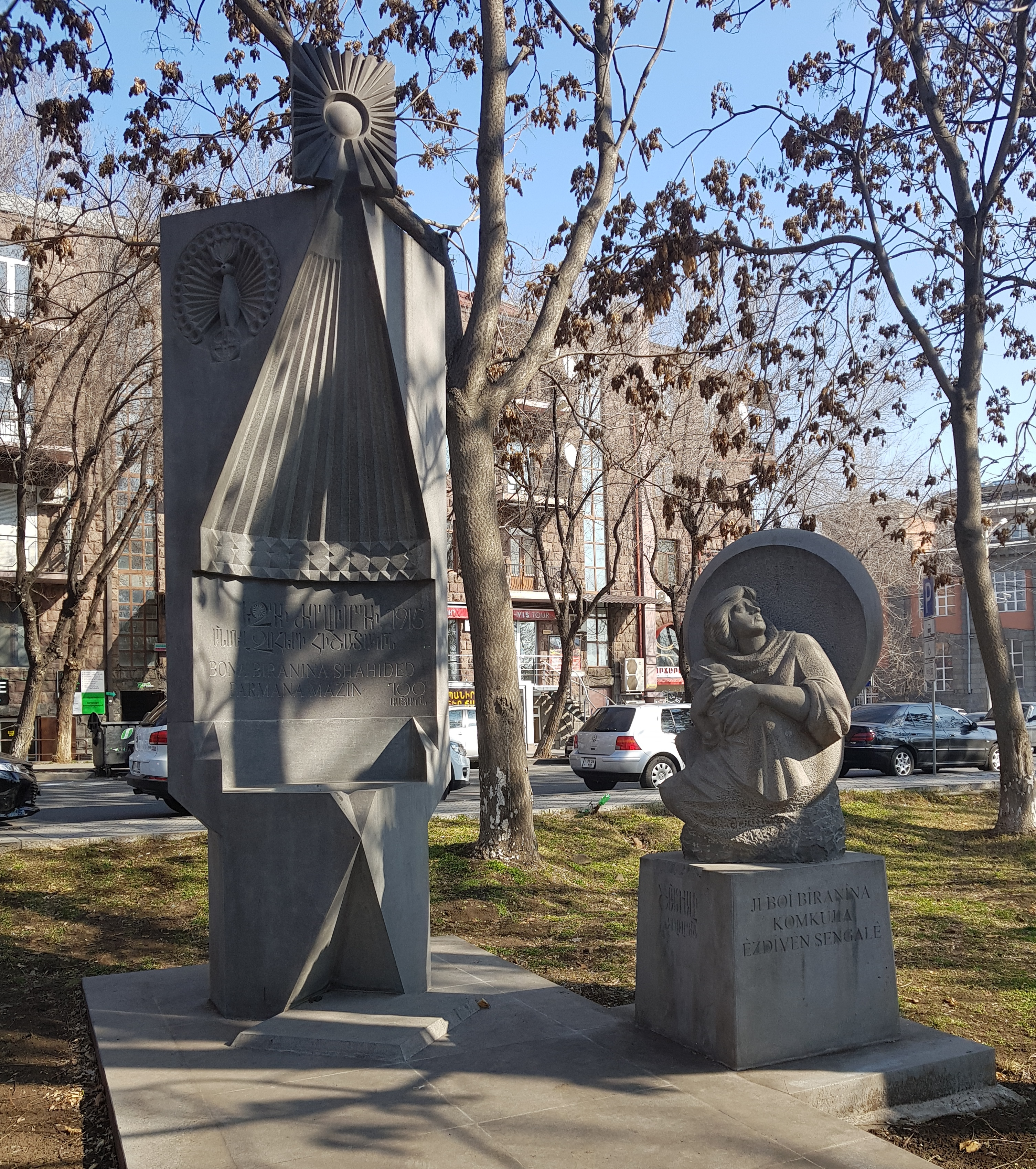
نصب تذكاري للإبادة الجماعية الإيزيدية في يريفان، أرمينيا

صنفت العديد من المنظمات الدولية والحكومات والبرلمانات، فضلاً عن الجماعات، معاملة داعش لليزيديين على أنها إبادة جماعية، وأدانتها على هذا النحو. وقد اعترفت العديد من هيئات الأمم المتحدة والبرلمان الأوروبي رسميًا بالإبادة الجماعية لليزيديين. كما اعترفت بها بعض الدول، بما في ذلك جمعية أرمينيا الوطنية، والبرلمان الأسترالي،[بحاجة لمصدر أفضل] والبرلمان البريطاني، والبرلمان الكندي، ومجلس النواب الأمريكي. كما دافع العديد من نشطاء حقوق الإنسان الأفراد مثل نازاند بيغيخاني والدكتورة وداد عقراوي عن هذا الرأي.
في عام 2017، أجرى صحفيا شبكة سي إن إن جومانا كرادشة وكريس جاكسون مقابلات مع أسرى إيزيديين سابقين وقاما بتصوير وحدة التحقيقات الجنائية التابعة لداعش بشكل حصري، وهو فريق من المحققين العراقيين الأكراد والغربيين الذين يعملون سراً في شمال العراق منذ أكثر من عامين لجمع الأدلة على جرائم الحرب التي ارتكبها داعش.
- الأمم المتحدة:
  - في تقرير صادر في مارس 2015، وصف مكتب المفوض السامي للأمم المتحدة لحقوق الإنسان اضطهاد الشعب الإيزيدي بأنه إبادة جماعية. واستشهدت المنظمة بالعديد من الفظائع مثل التحول الديني القسري والعبودية الجنسية باعتبارها جزءًا من حملة خبيثة شاملة.[192][193]
  - في أغسطس 2017، ذكرت لجنة التحقيق الدولية المستقلة بشأن الجمهورية العربية السورية التابعة لمجلس حقوق الإنسان التابع للأمم المتحدة أن «تنظيم الدولة الإسلامية ارتكب جريمة الإبادة الجماعية من خلال سعيه إلى تدمير الإيزيديين من خلال القتل والاستعباد الجنسي والاستعباد والتعذيب والتهجير القسري ونقل الأطفال والتدابير التي تهدف إلى منع ولادة أطفال إيزيديين». وأضافت أن الإبادة الجماعية مستمرة، وذكرت أن المجتمع الدولي لا يزال يتعين عليه الاعتراف بالآثار الضارة للإبادة الجماعية. وكتبت اللجنة أنه في حين قد تختار بعض البلدان تجاهل فكرة الإبادة الجماعية، إلا أنه يجب فهم الفظائع ويجب على المجتمع الدولي وضع حد لعمليات القتل.[194]
  - في عام 2018، فرض فريق مجلس الأمن فكرة تشكيل فريق مساءلة جديد لجمع الأدلة على الجرائم الدولية التي ارتكبها تنظيم الدولة الإسلامية. ومع ذلك، لم يدعم المجتمع الدولي هذه الفكرة بشكل كامل، لأنه قد يشرف أحيانًا على الجرائم التي تتورط فيها جماعات مسلحة أخرى.[195]
  - في 10 مايو 2021، قرر فريق التحقيق التابع للأمم المتحدة لتعزيز المساءلة عن الجرائم التي ارتكبها داعش (يونيتاد) أن تصرفات داعش في العراق تشكل إبادة جماعية.[196][197][198]
- مجلس أوروبا: في 27 يناير 2016، اعتمدت الجمعية البرلمانية لمجلس أوروبا قرارًا ينص على: «إن الأفراد الذين يتصرفون باسم الكيان الإرهابي الذي يطلق على نفسه اسم «الدولة الإسلامية» (داعش) ... ارتكبوا أعمال إبادة جماعية وجرائم خطيرة أخرى يعاقب عليها القانون الدولي. يجب على الدول أن تتصرف على افتراض أن داعش يرتكب إبادة جماعية ويجب أن تدرك أن هذا يستلزم اتخاذ إجراءات بموجب اتفاقية الأمم المتحدة لعام 1948 لمنع ومعاقبة جريمة الإبادة الجماعية». ومع ذلك، لم يحدد هوية الضحايا.[199]
- الاتحاد الأوروبي: في 4 فبراير 2016، أقر البرلمان الأوروبي بالإجماع قرارًا يعترف «بأن ما يسمى بـ«داعش» يرتكب إبادة جماعية ضد المسيحيين واليزيديين، وغيرهم من الأقليات الدينية والعرقية، الذين لا يتفقون مع ما يسمى بتفسير «داعش» للإسلام، وأن هذا يستلزم بالتالي اتخاذ إجراءات بموجب اتفاقية الأمم المتحدة لعام 1948 لمنع ومعاقبة جريمة الإبادة الجماعية».[183][200] بالإضافة إلى ذلك، دعا القرار إلى تقديم أولئك الذين ارتكبوا فظائع عمدًا لأسباب عرقية أو دينية إلى العدالة بتهمة انتهاك القانون الدولي، وارتكاب جرائم ضد الإنسانية، والإبادة الجماعية.[183][200]
- الولايات المتحدة: اعترفت وزارة الخارجية الأمريكية رسميًا بالإبادة الجماعية لليزيديين في المناطق الخاضعة لسيطرة داعش في عامي 2016 و2017.[16] في 14 مارس 2016، صوت مجلس النواب الأمريكي بالإجماع 393–0 على أن الأعمال العنيفة التي ارتكبها داعش ضد اليزيديين والمسيحيين والشيعة وغيرهم من الجماعات كانت أعمال إبادة جماعية. بعد أيام في 17 مارس 2016، أعلن وزير الخارجية الأمريكي جون كيري أن العنف الذي بدأه داعش ضد اليزيديين وغيرهم يرقى إلى مستوى الإبادة الجماعية.[188]
- المملكة المتحدة: في 20 أبريل 2016، أيد مجلس العموم البريطاني بالإجماع اقتراحًا بإعلان معاملة تنظيم الدولة الإسلامية لليزيديين والمسيحيين بمثابة إبادة جماعية، وإدانتها على هذا النحو، وإحالة القضية إلى مجلس الأمن التابع للأمم المتحدة. وبذلك، تحدى النواب المحافظون حكومة حزبهم، التي حاولت ثنيهم عن الإدلاء بمثل هذا البيان، بسبب سياسة إدارة الشؤون القانونية بوزارة الخارجية الراسخة (التي يعود تاريخها إلى إقرار اتفاقية الإبادة الجماعية عام 1948) برفض إعطاء وصف قانوني لجرائم الحرب المحتملة. صرح سكرتير وزارة الخارجية توبياس إلوود – الذي تعرض للسخرية ومقاطعة من قبل النواب أثناء خطابه في المناقشة – أنه يعتقد شخصيًا أن الإبادة الجماعية قد حدثت، لكن الأمر لا يعود إلى السياسيين لاتخاذ هذا القرار، بل إلى المحاكم.[186] وعلاوة على ذلك، في 23 مارس 2017، اعتمد البرلمان الإسكتلندي الإقليمي المفوض اقتراحًا ينص على: «[يعترف البرلمان الاسكتلندي] ويدين الإبادة الجماعية التي ارتكبها داعش ضد الشعب الإيزيدي؛ ويعترف بالمعاناة الإنسانية الكبيرة والخسارة التي ألحقها التعصب والوحشية والتعصب الديني، [و] يعترف ويدين أيضًا الجرائم التي ارتكبها داعش ضد المسلمين والمسيحيين والعرب والأكراد وجميع الطوائف الدينية والعرقية في العراق وسوريا؛ ويرحب بإجراءات الكونجرس الأمريكي والبرلمان الأوروبي ومجلس الشيوخ الفرنسي والأمم المتحدة وغيرها في الاعتراف رسميًا بالإبادة الجماعية».[201][202]
- كندا: في 25 أكتوبر 2016، أيد مجلس العموم الكندي بالإجماع اقتراحًا تقدمت به النائبة ميشيل ريمبل غارنر (حزب المحافظين الكندي) للاعتراف بأن تنظيم داعش يرتكب إبادة جماعية ضد الشعب الإيزيدي، والاعتراف بأن تنظيم داعش لا يزال يحتجز العديد من النساء والفتيات الإيزيديات كأسيرات كعبيد جنس، ودعم تقرير لجنة الأمم المتحدة الأخير واتخاذ إجراء بشأنه، وتوفير اللجوء للنساء والفتيات الإيزيديات في غضون 120 يومًا.[187]
- فرنسا: في 6 ديسمبر 2016، وافق مجلس الشيوخ الفرنسي بالإجماع على قرار ينص على أن الأفعال التي ارتكبتها الدولة الإسلامية ضد «السكان المسيحيين واليزيديين والأقليات الأخرى والمدنيين» كانت «جرائم حرب» و«جرائم ضد الإنسانية» وتشكل «إبادة جماعية». كما دعا الحكومة إلى «استخدام جميع القنوات القانونية» للاعتراف بهذه الجرائم ومحاكمة الجناة.[203] تبنت الجمعية الوطنية قرارًا مماثلاً بعد يومين (قدمه في الأصل إيف فروميون من الجمهوريون في 25 مايو 2016)، مع امتناع المجموعة الاشتراكية والبيئية والجمهوريين عن التصويت وموافقة المجموعات الأخرى.[204][205]
- أرمينيا: في يناير 2018، اعترف البرلمان الأرمني بالإبادة الجماعية التي ارتكبها تنظيم الدولة الإسلامية ضد الإيزيديين في عام 2014، وأدانها، ودعا المجتمع الدولي إلى إجراء تحقيق دولي في الأحداث.[206]
- إسرائيل: في 21 نوفمبر 2018، رُفض مشروع قانون تقدمت به النائبة المعارضة كسينيا سفيتلوفا (الاتحاد الصهيوني) للاعتراف بقتل الدولة الإسلامية لليزيديين باعتباره إبادة جماعية في تصويت 58 مقابل 38 في الكنيست. ودافعت أحزاب الائتلاف عن رفضها لمشروع القانون بالقول إن الأمم المتحدة لم تعترف به بعد باعتباره إبادة جماعية.[207]
- العراق: في 1 مارس 2021، أقر البرلمان العراقي مشروع قانون الناجيات الإيزيديات الذي يوفر المساعدة للناجيات و«يحدد الفظائع التي ارتكبتها داعش ضد الإيزيديين والتركمان والمسيحيين والشبك على أنها إبادة جماعية وجرائم ضد الإنسانية».[208] ينص القانون على التعويض وتدابير إعادة التأهيل وإعادة الإدماج والمعاشات التقاعدية وتوفير الأراضي والإسكان والتعليم وحصة في التوظيف في القطاع العام.[209] في 10 مايو 2021، قرر فريق التحقيق التابع للأمم المتحدة لتعزيز المساءلة عن الجرائم التي ارتكبها داعش (يونيتاد) أن تصرفات داعش في العراق تشكل إبادة جماعية.[196]
- بلجيكا: في 30 يونيو 2021، وافقت لجنة العلاقات الخارجية في مجلس نواب بلجيكا بالإجماع على قرار من ممثلي المعارضة جورج داليماجن (المركز الديمقراطي الإنساني) وكوين ميتسو (التحالف الفلمنكي الجديد) للاعتراف بمذبحة داعش في أغسطس 2014 لآلاف الرجال الإيزيديين واستعباد الآلاف من النساء والأطفال الإيزيديين على أنها إبادة جماعية. القرار، الذي من المرجح أن يتم تمريره أيضًا بموافقة ساحقة في المجلس نفسه، دعا الحكومة البلجيكية إلى زيادة جهودها لدعم الضحايا ومقاضاة الجناة (إما في المحكمة الجنائية الدولية أو في محكمة خاصة جديدة).[210] في 17 يوليو 2021، صوت البرلمان البلجيكي بالإجماع على الاعتراف بمعاناة الإيزيديين على أيدي تنظيم الدولة الإسلامية (داعش) في عام 2014 باعتبارها إبادة جماعية.[211]
- هولندا: في 6 يوليو 2021، أقر مجلس النواب الهولندي بالإجماع اقتراحًا قدمته النائبة آن كويك (حزب النداء الديمقراطي المسيحي) والذي اعترف بجرائم الدولة الإسلامية ضد السكان الإيزيديين باعتبارها إبادة جماعية وجرائم ضد الإنسانية.[212]
- ألمانيا: في 19 يناير 2023، أقر البرلمان الألماني بالإجماع الجرائم المرتكبة ضد الإيزيديين باعتبارها إبادة جماعية.[213] كما دعا القرار، الذي قدمته الحكومة والمعارضة بشكل مشترك، إلى محاكمة الجناة وتقديم المساعدة لإعادة بناء القرى الإيزيدية.[214]

### الإبادة الجماعية اليونانية

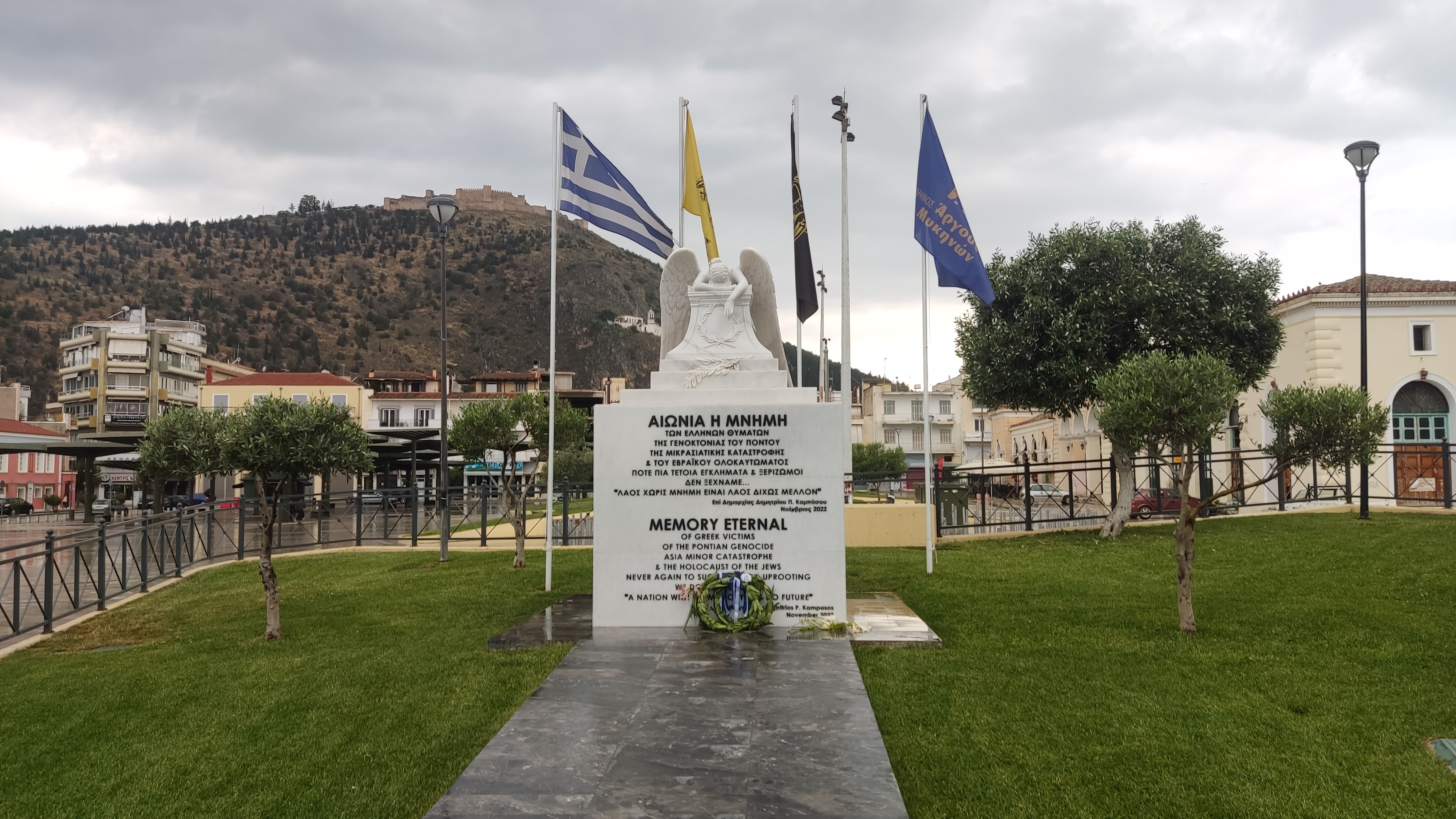
نصب تذكاري في آرغوس، اليونان، للإبادة الجماعية اليونانية والهولوكوست

بناء على مبادرة من نواب الجناح «الوطني» المزعوم في المجموعة البرلمانية لحزب باسوك الحاكم ونواب من حزب الديمقراطية الجديدة المحافظ، أقر البرلمان اليوناني قانونين بشأن مصير اليونانيين العثمانيين؛ الأول في عام 1994 والثاني في عام 1998. ونشرت المراسيم في الجريدة الرسمية للحكومة اليونانية في 8 مارس 1994 و13 أكتوبر 1998 على التوالي. أكد مرسوم عام 1994، الذي أصدره جورجيوس داسكالاكيس، على الإبادة الجماعية في منطقة البنطس في آسيا الصغرى وحدد يوم 19 مايو (اليوم الذي وصل فيه مصطفى كمال إلى سامسون عام 1919) يومًا لإحياء الذكرى، (يُسمى يوم ذكرى الإبادة الجماعية لليونانيين البنطيين) بينما أكد مرسوم عام 1998 على الإبادة الجماعية لليونانيين في آسيا الصغرى ككل وحدد يوم 14 سبتمبر يومًا لإحياء الذكرى. وقَّع رئيس اليونان على هذه القوانين ولكن لم يتم التصديق عليها فورًا بعد التدخلات السياسية. بعد أن بدأت صحيفة آي أفغي [الإنجليزية] اليسارية حملة ضد تطبيق هذا القانون، أصبح الموضوع موضوع نقاش سياسي. كان رئيس حزب اليسار البيئي سيناسبيسموس نيكوس كونستانتوبولوس والمؤرخ أنجيلوس إليفانتيس، المعروف بكتبه عن تاريخ الشيوعية اليونانية، من الشخصيات الرئيسية في اليسار السياسي الذين أعربوا عن معارضتهم للمرسوم. ومع ذلك، انتقد المفكر والمؤلف القومي اليساري غير البرلماني جورج كارابيلياس بشدة إليفانتيس وآخرين عارضوا الاعتراف بالإبادة الجماعية ووصفهم بأنهم «مؤرخون تنقيحيون»، واتهم التيار اليساري السائد في اليونان بـ«التطور الإيديولوجي المشوه». وقال إن يوم 19 مايو بالنسبة لليسار اليوناني هو «يوم فقدان الذاكرة».
في أواخر العقد الأول من القرن الحادي والعشرين، تبنى الحزب الشيوعي اليوناني مصطلح «إبادة جماعية للبونتيك (اليونانيين)» (Γενοκτονία Ποντίων) في صحيفته الرسمية ريزوسباستيس ويشارك في الفعاليات التذكارية.
كما أطلقت جمهورية قبرص رسميًا على الأحداث اسم «الإبادة الجماعية اليونانية في البنطس في آسيا الصغرى».
ورداً على قانون عام 1998، أصدرت الحكومة التركية بياناً زعمت فيه أن وصف الأحداث بالإبادة الجماعية «لا يستند إلى أي أساس تاريخي». وجاء في بيان لوزارة الخارجية التركية: «إننا ندين هذا القرار و نحتج عليه». وأضاف البيان: «إن البرلمان اليوناني، الذي يتعين عليه في واقع الأمر الاعتذار للشعب التركي عن الدمار الواسع النطاق والمذابح التي ارتكبتها اليونان في الأناضول، لا يدعم بهذا القرار السياسة اليونانية التقليدية المتمثلة في تحريف التاريخ فحسب، بل إنه يثبت أيضاً أن العقلية التوسعية اليونانية لا تزال حية».
في 11 مارس 2010، أقر البرلمان السويدي مشروع قانون يعترف «بأن قتل الأرمن والآشوريين/السريان/الكلدان واليونانيين البنطيين في عام 1915 يشكل عملاً من أعمال الإبادة الجماعية».
في 14 مايو 2013، قُدِّم إلى حكومة نيوساوث ويلز اقتراح بالاعتراف بالإبادة الجماعية من قبل فريد نايل من الحزب الديمقراطي المسيحي، والذي تم تمريره لاحقًا مما جعلها الكيان السياسي الرابع الذي يعترف بالإبادة الجماعية.
في مارس 2015، اعتمدت الجمعية الوطنية في أرمينيا بالإجماع قرارًا يعترف بالإبادة الجماعية اليونانية والآشورية.
في أبريل 2015، أقر البرلمان الهولندي والبرلمان النمساوي قرارات تعترف بالإبادة الجماعية اليونانية والآشورية.

### 1888–1893 انتفاضات الهزارة
ينعى شعب الهزارة في الشتات مقتل ضحايا انتفاضات الهزارة في تسعينيات القرن التاسع عشر في 25 سبتمبر (المسمى «يوم الهزارة الأسود») ويريد من المجتمع الدولي أن يعترف بإخضاع الهزارة باعتباره إبادة جماعية.

### هولوكوست
في المجتمع الدولي، هناك إجماع شبه إجماعي على أن الهولوكوست ارتكب في أوائل الأربعينيات من القرن العشرين في المقام الأول ضد اليهود والأقليات الأخرى من قبل ألمانيا النازية، بسبب وجود كمية هائلة من الأدلة، ولكن هناك بعض الاختلافات في الأسماء والتعريفات، والتقسيم الزمني، والنطاق (على سبيل المثال، يعتقد بعض المؤرخين أنه يجب الاعتراف بإبادة الغجر/بورايموس في الفترة 1941–1944 كجزء من الهولوكوست، ومع ذلك، يعتقد مؤرخون آخرون أنه يجب الاعتراف بها على أنها إبادة جماعية منفصلة ارتكبت في وقت واحد مع الهولوكوست)، والمسؤولية المنسوبة، والدافع. هناك مجموعة واسعة من أيام ذكرى الهولوكوست والنصب التذكارية والمتاحف والسياسات التعليمية. على عكس السياسة التي تحيط بالإبادات الجماعية الأخرى، فإن الكثير من السياسة التي تحيط بالهولوكوست لا تركز على الاعتراف الرسمي بها في البيانات السياسية (نظرًا لوجود إجماع قوي بالفعل فيما يتعلق بها)، بل تركز بدلاً من ذلك على أهمية الهولوكوست، والجوانب التي يجب التأكيد عليها من الهولوكوست، وكيفية منع حدوث الهولوكوست أو الإبادات الجماعية المماثلة مرة أخرى، وكيفية مكافحة إنكار الهولوكوست، وا إذا كان إنكار الهولوكوست يجب أن يكون قانونيًا أم غير قانوني. قد تنكر بعض الأنظمة أو السياسيين أو المنظمات الهولوكوست أو تقلل من أهميتها أحيانًا لأسباب مختلفة، مثل معاداة السامية، أو معارضة وجود دولة إسرائيل، أو الرغبة في مقارنة الهولوكوست بالإبادات الجماعية الأخرى لأنهم يعتبرون أهمية تلك الإبادات الجماعية مماثلة أو أكبر من أهمية الهولوكوست.

### هولودومور

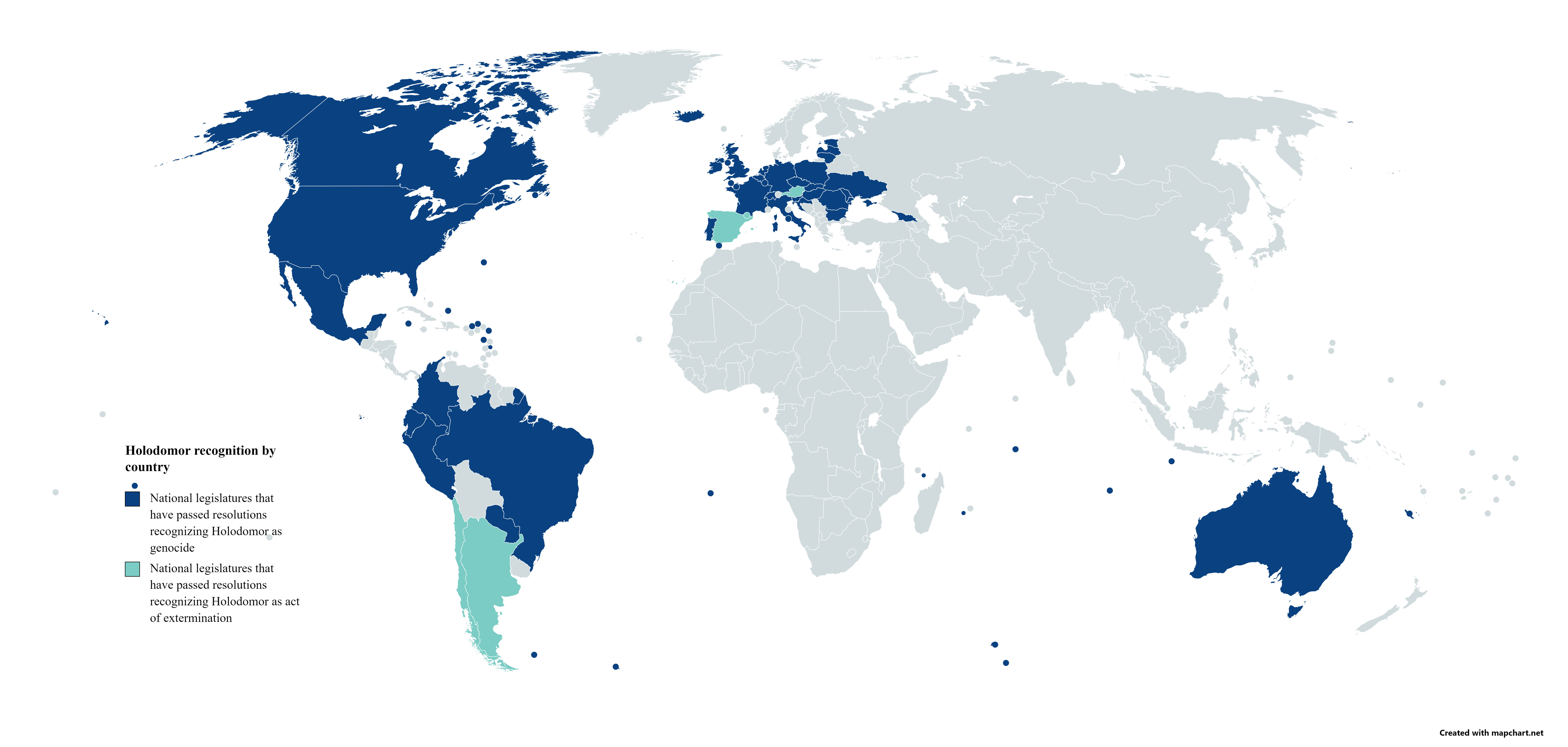
الاعتراف بالمجاعة حسب البلد

أطلقت وزارة الخارجية الأوكرانية حملات وضغطت على الأمم المتحدة ومجلس أوروبا للاعتراف بالمجاعة باعتبارها إبادة جماعية على المستوى الدولي. وأصدرت حكومات دول مختلفة بيانات تعترف بالمجاعة باعتبارها إبادة جماعية بما في ذلك أوكرانيا منذ عام 2006، و13 دولة أخرى اعتبارًا من عام 2015.
في نوفمبر 2022، اعترفت المعارضة البيلاروسية في المنفى بالمجاعة الكبرى باعتبارها إبادة جماعية، وقارن البابا فرنسيس الحرب الروسية في أوكرانيا بتدميرها المستهدف للبنية التحتية المدنية بـ«إبادة المجاعة الكبرى الرهيبة»، خلال خطاب ألقاه في ساحة القديس بطرس. اعتبارًا من أكتوبر 2023، اعترفت 34 دولة بالمجاعة الكبرى باعتبارها إبادة جماعية.
الدول التي أقرت هيئاتها التشريعية قرارًا يعترف بالمجاعة الكبرى باعتبارها إبادة جماعية:
- أستراليا، 28 أكتوبر 1993[238]
- بلجيكا، 10 مارس 2023[241]
- البرازيل، 26 أبريل 2022[242][243]
- بلغاريا، 1 فبراير 2023[244][245]
- كندا، 20 يونيو 2003[238]
- كولومبيا، 21 ديسمبر 2007[238]
- كرواتيا، تم نقلها في 15 يونيو 2023،[246] وتمت الموافقة عليها في 28 يونيو 2023[247]
- التشيك، 6 أبريل 2022[248]
- الإكوادور، 30 أكتوبر 2007[238]
- إستونيا، 20 أكتوبر 1993[238][249]
- فرنسا، 28 مارس 2023[250][251][252]
- جورجيا، 20 ديسمبر 2005[238]
- ألمانيا، 30 نوفمبر 2022[253]
- المجر، 26 نوفمبر 2003[238]
- آيسلندا، 22 مارس 2023[254][255][256]
- أيرلندا، 24 نوفمبر 2022 (القرار الذي أقره مجلس الشيوخ)[257]
- إيطاليا، 26 يوليو 2023[258]
- لاتفيا، 13 مارس 2008[238]
- ليتوانيا، 24 نوفمبر 2005[238]
- لوكسمبورغ، 13 يونيو 2023[259][260]
- المكسيك، 19 فبراير 2008[238]
- مولدوفا، 24 نوفمبر 2022[261]
- هولندا، 7 يوليو 2023[262][263]
- باراغواي، 25 أكتوبر 2007[238]
- بيرو، 19 يونيو 2007[238]
- بولندا، 4 ديسمبر 2006[238]
- البرتغال، 2 مارس 2017[264]
- رومانيا، 24 نوفمبر 2022[265]
- سلوفاكيا، 20 يونيو 2023[266][267]
- سلوفينيا، 23 مايو 2023[268][269]
- سويسرا، 24 سبتمبر 2024
- أوكرانيا، 28 نوفمبر 2006[237]
- المملكة المتحدة، 25 مايو 2023 (القرار الذي أقره مجلس العموم)[270]
  -  ويلز، 25 أكتوبر 2023[271]
- الولايات المتحدة، 11 ديسمبر 2018 (قرار أقره مجلس النواب؛ وفي 4 أكتوبر 2018، أقره مجلس الشيوخ)[272][273]
- الفاتيكان، 2 أبريل 2004[238][274]

الهيئات السياسية الأخرى التي أقرت هيئاتها التشريعية قرارًا يعترف بالمجاعة الكبرى باعتبارها إبادة جماعية:
- الاتحاد الأوروبي، 15 ديسمبر 2022[275][276]
- مجلس أوروبا، 12 أكتوبر 2023[277]
- جمهورية إشكيريا الشيشانية (الحكومة في المنفى)، 19 أبريل 2023[278][279]

وقد وقعت العديد من الدول على بيانات في الجمعية العامة للأمم المتحدة تؤكد أن المجاعة الكبرى كانت بمثابة «مأساة وطنية للشعب الأوكراني» ناجمة عن «الأفعال والسياسات القاسية للنظام الشمولي». كما تم تمرير بيانات مماثلة في شكل قرارات من قبل منظمات دولية مثل البرلمان الأوروبي، والجمعية البرلمانية لمجلس أوروبا، ومنظمة الأمن والتعاون في أوروبا، ومنظمة الأمم المتحدة للتربية والعلم والثقافة (اليونسكو).
شمل الدول التي وقعت على إعلانات الأمم المتحدة بشأن المجاعة الكبرى ألبانيا، والأرجنتين، وأستراليا والنمسا، وأذربيجان، وبلجيكا، وبلغاريا، وكندا، وتشيلي، وكولومبيا، والتشيك، وكرواتيا، والدنمارك، والإكوادور، وإستونيا، وفنلندا، وفرنسا، وجورجيا، والمجر، وآيسلندا، وأيرلندا وإسرائيل ولاتفيا وليختنشتاين وليتوانيا ولوكسمبورج والمكسيك ومولدوفا وموناكو والجبل الأسود وباراغواي وبيرو وبولندا والبرتغال وسلوفاكيا وإسبانيا وأوكرانيا والولايات المتحدة.

### الإبادة الجماعية لطائفة الروما

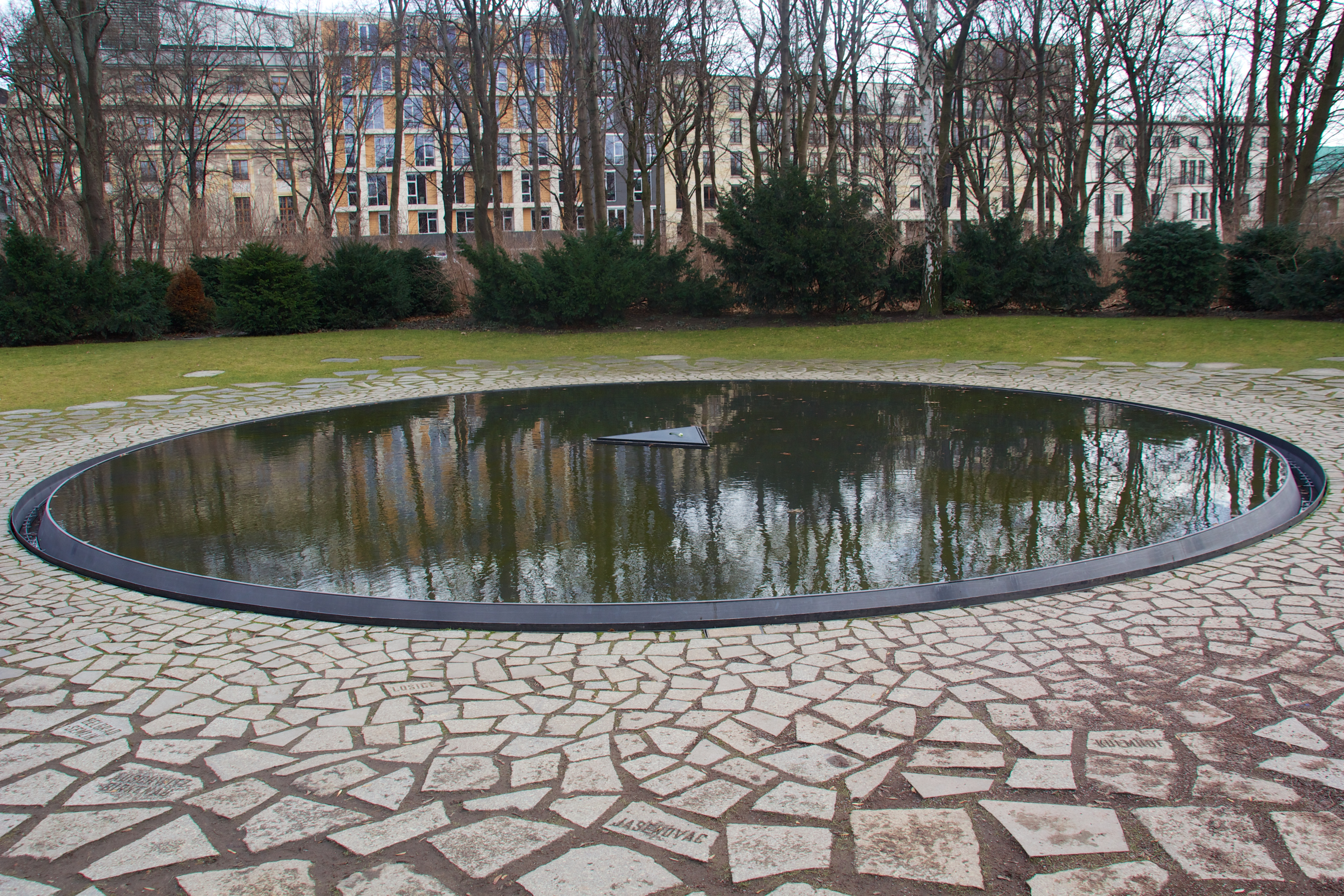
نصب تذكاري لضحايا النازيين من السنتي والروما في برلين، ألمانيا

دفعت الحكومة الألمانية تعويضات الحرب للناجين اليهود من الهولوكوست، لكنها لم تدفعها للروما. ولم تكن هناك «أي مشاورات في نورمبرج أو أي مؤتمر دولي آخر حول ما إذا كان السنتي والغجر يستحقون التعويضات مثل اليهود». وزعمت وزارة الداخلية في فورتمبرج أن «الغجر تعرضوا للاضطهاد في ظل النازية ليس لأي سبب عنصري ولكن بسبب سجلهم الإجرامي وغير الاجتماعي». وعندما حوكم بتهمة قيادته لمجموعات أينزاتسغروبن في الاتحاد السوفييتي، استشهد أوتو أولندورف بمذابح الغجر خلال حرب الثلاثين عامًا باعتبارها سابقة تاريخية.
وفي عام 2017، قدم المركز الأوروبي لحقوق الغجر مزيدًا من التفاصيل حول التسلسل الزمني للاعتراف والتعويضات:
بعد الحرب العالمية الثانية، استُبعد الغجر أيضًا من حق التعويض، لأن السلطات الألمانية الفيدرالية أنكرت تعرض الغجر للاضطهاد لأسباب عنصرية. وبعد خطوة صغيرة في هذا الاتجاه في عام 1963، أصبح التعويض ممكنًا بمبالغ صغيرة فقط في عام 1979، عندما أعلن البرلمان الفيدرالي الألماني الغربي أن الاضطهاد النازي للغجر كان قائمًا على أسس عنصرية، وسُمح لضحايا الغجر بالمطالبة بالتعويض في شكل دفعة لمرة واحدة. ولم يتبع القبول الرسمي لإبادة جماعية من قبل جمهورية ألمانيا الاتحادية إلا في عام 1982 بخطاب للمستشار هيلموت شميت. وفي أغسطس 2016، قررت اتفاقية بين وزارة المالية الألمانية ووزارة خارجية جمهورية التشيك تعويض الناجين من إبادة جماعية في جمهورية التشيك. وقد تم الترحيب بهذه الاتفاقية، التي ستمنح 2500 يورو لكل من الناجين القلائل، باعتبارها اعترافًا رمزيًا، ولكنها تعرضت أيضًا لانتقادات بسبب تأخيرها والمبلغ المنخفض الممنوح. ومع ذلك، فقد أدى هذا الاتفاق بالفعل إلى تجدد المطالبات من جانب ضحايا الغجر من يوغوسلافيا السابقة ومناطق أخرى بتعويضهم عن "الإبادة الجماعية الرومانية". 
في تأريخ ألمانيا الشرقية، كان اضطهاد السنتي والغجر في ظل الاشتراكية الوطنية محرمًا إلى حد كبير. تقول المؤرخة الألمانية آن كاثلين تيلك جراف أنه في ألمانيا الشرقية، لم يتم ذكر السنتي والغجر كسجناء في معسكرات الاعتقال أثناء الاحتفالات الرسمية بالتحرير في المواقع التذكارية الوطنية الثلاثة بوخنفالد وزاكسنهاوزن ورافنسبروك، تمامًا مثل المثليين جنسياً وشهود يهوه والمعتقلين غير الاجتماعيين. اعترفت ألمانيا الغربية بالإبادة الجماعية للغجر في عام 1982، ومنذ ذلك الحين تم الاعتراف بشكل متزايد بالإبادة الجماعية التي ارتكبت في وقت واحد مع الهولوكوست. كتبت المؤرخة الأمريكية سيبيل ميلتون عدة مقالات زعمت فيها أن البورايموس يستحقون الاعتراف بهم كجزء من الهولوكوست. في سويسرا، حققت لجنة من الخبراء في سياسة الحكومة السويسرية خلال البورايموس.
وقد أوضح نيكو فورتونا، عالم الاجتماع والناشط الغجري، التمييز بين الذاكرة الجماعية اليهودية عن الهولوكوست وتجربة الغجر:
هناك فرق بين المرحلين اليهود والغجر ... لقد أصيب اليهود بالصدمة وهم يتذكرون السنة والتاريخ والوقت الذي حدث فيه ذلك. أما الغجر فقد تجاهلوا الأمر وقالوا: "بالطبع تم ترحيلي. أنا غجري؛ تحدث مثل هذه الأشياء للغجر". إن عقلية الغجر تختلف عن عقلية اليهود. على سبيل المثال، جاءني أحد الغجر وسألني: "لماذا تهتم كثيرًا بهذه الترحيلات؟ لم يتم ترحيل عائلتك". قلت: "أنا أهتم باعتباري غجريًا"، فرد الرجل: "لا أهتم لأن عائلتي من الغجر الشجعان والفخورين ولم يتم ترحيلهم".

بالنسبة لليهود، كان الأمر شاملاً وكان الجميع يعلمون ذلك ـ من المصرفيين إلى أصحاب محلات الرهن. أما بالنسبة للغجر فكان الأمر انتقائياً وليس شاملاً. ولم يتم إبادة الغجر إلا في أجزاء قليلة من أوروبا مثل بولندا وهولندا وألمانيا وفرنسا. وفي رومانيا ومعظم دول البلقان، لم يتم ترحيل سوى الغجر الرحل والغجر المنبوذين اجتماعياً. وهذا أمر مهم ويؤثر على عقلية الغجر.
لاحظ إيان هانكوك أيضًا ترددًا بين الغجر في الاعتراف بكونهم ضحايا للرايخ الثالث. «الغجر ليسوا تقليديًا على استعداد لإبقاء الذكريات الرهيبة من تاريخهم حية—الحنين إلى الماضي هو ترف للآخرين». لقد أنتجت آثار الأمية، ونقص المؤسسات الاجتماعية، والتمييز المتفشي الذي يواجهه الغجر في أوروبا اليوم شعبًا يفتقر، وفقًا لفورتونا، إلى «الوعي الوطني ... والذاكرة التاريخية للهولوكوست لأنه لا يوجد نخبة غجرية».

### اضطهاد الأويغور في الصين
في أبريل 2019، كتب عالم الأنثروبولوجيا بجامعة كورنيل ماجنوس فيسكيجو في مجلة داخل العالي إد [الإنجليزية] أن الاعتقالات الجماعية للأكاديميين والمثقفين من الأقليات العرقية في شينجيانغ تشير إلى أن «الحملة الحالية للنظام الصيني ضد الأويغور الأصليين والكازاخستانيين وغيرهم من الشعوب هي بالفعل إبادة جماعية». وفي وقت لاحق، في عام 2020، كتب فيسكيجو في المجلة الأكاديمية موند شينوا أن «الأدلة على الإبادة الجماعية هائلة بالفعل، ويجب على أقل تقدير اعتبارها كافية للملاحقة القضائية بموجب القانون الدولي ... إن عدد السلطات المختصة في جميع أنحاء العالم التي تتفق على أن هذه إبادة جماعية بالفعل آخذ في الازدياد».
في يونيو 2020، وبعد أن وجد تحقيق أجرته وكالة أسوشيتد برسأن الأويغور يتعرضون لعمليات تعقيم قسري جماعي وإجهاض قسري في شينجيانغ، أشار العلماء بشكل متزايد إلى الانتهاكات في شينجيانغ باعتبارها إبادة جماعية.
في يوليو 2020، قال زينز في مقابلة مع الإذاعة الوطنية العامة (NPR) إنه زعم سابقًا أن تصرفات الحكومة الصينية هي إبادة ثقافية، وليست «إبادة جماعية حرفية»، لكن أحد المعايير الخمسة من اتفاقية الإبادة الجماعية تم الوفاء به من خلال التطورات الأحدث المتعلقة بقمع معدلات المواليد، لذلك «ربما نحتاج إلى تسميتها إبادة جماعية». في الشهر نفسه، كتب أستاذ القانون ريزارد بيوتروفيتش أيضًا أن تعقيم النساء والأطفال الأويغور يشكل إبادة جماعية بموجب اتفاقية عام 1948. قال كريس باتن، آخر حاكم استعماري لهونغ كونغ البريطانية، إن «حملة تحديد النسل» كانت «شيئًا يمكن القول إنه يندرج ضمن شروط وجهات نظر الأمم المتحدة بشأن أنواع الإبادة الجماعية».
على الرغم من أن الصين ليست عضوًا في المحكمة الجنائية الدولية، إلا أنه في 6 يوليو 2020، قدمت حكومة تركستان الشرقية المعلنة ذاتيًا في المنفى وحركة صحوة تركستان الشرقية الوطنية شكوى إلى المحكمة الجنائية الدولية تطالبها بالتحقيق مع مسؤولي جمهورية الصين الشعبية بتهمة ارتكاب جرائم ضد الأويغور بما في ذلك مزاعم الإبادة الجماعية. وردت المحكمة الجنائية الدولية في ديسمبر 2020 وطلبت «المزيد من الأدلة قبل أن تكون على استعداد لفتح تحقيق في مزاعم الإبادة الجماعية ضد شعب الأويغور من قبل الصين، لكنها قالت إنها ستبقي الملف مفتوحًا لتقديم مثل هذه الأدلة الإضافية».
في أغسطس 2020، ذكرت مقالة في كوارتز أن بعض العلماء يترددون في وصف انتهاكات حقوق الإنسان في شينجيانغ بأنها «إبادة جماعية كاملة»، مفضلين مصطلح «إبادة جماعية ثقافية»، لكن عددًا متزايدًا من الخبراء كانوا يطلقون عليها «جرائم ضد الإنسانية» أو «إبادة جماعية». في أغسطس 2020، وصف المتحدث باسم الحملة الرئاسية لجو بايدن تصرفات الصين بأنها إبادة جماعية.
في أكتوبر 2020، قدم مجلس الشيوخ الأمريكي قرارًا ثنائي الحزبية يصف انتهاكات حقوق الإنسان التي ارتكبتها الحكومة الصينية ضد شعب الأويغور والأقليات العرقية الأخرى في شينجيانغ بأنها إبادة جماعية. وفي نفس الوقت تقريبًا، أصدر مجلس العموم الكندي بيانًا مفاده أن لجنته الفرعية لحقوق الإنسان الدولية التابعة للجنة الدائمة للشؤون الخارجية والتنمية الدولية مقتنعة بأن تصرفات الحزب الشيوعي الصيني في شينجيانغ تشكل إبادة جماعية كما هو منصوص عليه في اتفاقية الإبادة الجماعية. أشار التقرير السنوي لعام 2020 الصادر عن اللجنة التنفيذية للكونجرس بشأن الصين إلى معاملة الحكومة الصينية للأويغور باعتبارها «جرائم ضد الإنسانية وربما إبادة جماعية».
في يناير 2021، أعلن وزير الخارجية الأمريكي مايك بومبيو رسميًا أن الصين ترتكب إبادة جماعية ضد الأويغور والأقليات العرقية الأخرى التي تعيش في شينجيانغ. لم يتم إصدار هذا الإعلان، الذي جاء في الساعات الأخيرة من إدارة ترامب، في وقت سابق بسبب القلق من أنه قد يعطل محادثات التجارة بين الولايات المتحدة والصين. وفيما يتعلق بمزاعم الجرائم ضد الإنسانية، أكد بومبيو أن «هذه الجرائم مستمرة وتشمل: السجن التعسفي أو الحرمان الشديد من الحرية الجسدية لأكثر من مليون مدني، والتعقيم القسري، وتعذيب عدد كبير من المعتقلين تعسفيًا، والعمل القسري وفرض قيود صارمة على حرية الدين أو المعتقد، وحرية التعبير وحرية التنقل».
في 19 يناير 2021، سُئل أنتوني بلينكن، مرشح وزير الخارجية الرئيس الأمريكي القادم جو بايدن لمنصب وزير الخارجية، خلال جلسات تأكيده عما إذا كان يتفق مع استنتاج بومبيو بأن الحزب الشيوعي الصيني ارتكب إبادة جماعية ضد الأويغور، فقال «هذا سيكون حكمي أيضًا». خلال جلسات تأكيدها، صرحت ليندا توماس–غرينفيلد، مرشحة جو بايدن لمنصب السفيرة الأمريكية لدى الأمم المتحدة، بأنها تعتقد أن ما يحدث حاليًا في شينجيانغ هو إبادة جماعية، مضيفة «لقد عشت وشهدت الإبادة الجماعية في رواندا».
تبع هذا التصنيف الأمريكي مجلس العموم الكندي والبرلمان الهولندي، حيث أقر كل منهما اقتراحًا غير ملزم في فبراير 2021 للاعتراف بأفعال الصين باعتبارها إبادة جماعية.
في يناير 2021، صرح متحف ذكرى الهولوكوست بالولايات المتحدة في البداية أنه «يوجد أساس معقول للاعتقاد بأن حكومة الصين ترتكب جرائم ضد الإنسانية» في نوفمبر 2021، راجع متحف الهولوكوست التذكاري الأمريكي موقفه ليصرح بأن «الحكومة الصينية قد ترتكب إبادة جماعية ضد الأويغور».
في فبراير 2021، خلص رأي قانوني أصدرته غرف محكمة إسيكس إلى أن «هناك قضية موثوقة للغاية مفادها أن الأفعال التي نفذتها الحكومة الصينية ضد شعب الأويغور في منطقة شينجيانغ الأويغورية المتمتعة بالحكم الذاتي ترقى إلى جرائم ضد الإنسانية وجريمة الإبادة الجماعية، ووصف كيف تعرضت الأقلية لـ«الاستعباد والتعذيب والاغتصاب والتعقيم القسري والاضطهاد». وأضاف أن «الضحايا أُجبروا على البقاء في أوضاع مرهقة لفترة طويلة من الزمن، وتعرضوا للضرب والحرمان من الطعام والتقييد وتعصيب أعينهم». وذكر الفريق القانوني أنهم رأوا «أدلة موثوقة كثيرة» على إجراءات التعقيم التي أجريت على النساء، بما في ذلك الإجهاض القسري، قائلين إن انتهاكات حقوق الإنسان «تشكل بوضوح شكلاً من أشكال السلوك الإبادي الجماعي». وقد حدد الرأي ثلاثة مسؤولين صينيين – الرئيس شي، وتشن كوانغو، وتشو هايلون – يعتقد المؤلفون أنهم يشكلون قضية «معقولة» تثبت أن المسؤولية الشخصية عن الإبادة الجماعية تقع عليهم.
في 13 فبراير 2021، كتبت مجلة ذي إيكونوميست أنه في حين أن معاملة الصين واضطهادها للأويغور «مروع» وجريمة ضد الإنسانية، فإن «الإبادة الجماعية» هي الكلمة الخاطئة لأفعال الصين بسبب عدم انخراطها في القتل الجماعي.
وفقًا لتقرير معهد نيولاينز الصادر في مارس 2021 والذي كتبه أكثر من 50 خبيرًا عالميًا في شؤون الصين والإبادة الجماعية والقانون الدولي، لقد انتهكت الحكومة الصينية كل مادة في اتفاقية الإبادة الجماعية، وكتبت: «إن السياسة والممارسات الصينية الراسخة والمعلنة علناً مراراً وتكراراً، والمستهدفة بشكل محدد والمنفذة بشكل منهجي والممولة بالكامل تجاه المجموعة الأويغورية لا يمكن فصلها عن «نية التدمير الكلي أو الجزئي» للمجموعة الأويغورية على هذا النحو». واستشهد التقرير بتقارير موثوقة عن وفيات جماعية في إطار حملة الاعتقالات الجماعية، بينما حُكم على زعماء الأويغور بالإعدام بشكل انتقائي أو بالسجن لفترات طويلة. وذكر التقرير أن «الأويغور يعانون من التعذيب المنهجي والمعاملة القاسية واللاإنسانية والمهينة، بما في ذلك الاغتصاب والاعتداء الجنسي والإذلال العلني، داخل وخارج المعسكرات». وزعم التقرير أن هذه السياسات يتم تنسيقها بشكل مباشر من قبل أعلى مستويات الدولة، بما في ذلك شي وكبار المسؤولين في الحزب الشيوعي الصيني في شينجيانغ. كما ذكرت أن الحكومة الصينية أعطت أوامر صريحة «باستئصال الأورام»، و«القضاء عليها تمامًا»، و«تدميرها من جذورها وفروعها»، و«محاصرة الجميع»، و«عدم إظهار أي رحمة على الإطلاق»، فيما يتعلق بالأويغور. وأن حراس المعسكر ينفذون الأوامر بالحفاظ على النظام القائم حتى «يختفي الكازاخستانيون والأويغور وغيرهم من الجنسيات الإسلامية... حتى تنقرض جميع الجنسيات الإسلامية». وبحسب التقرير فإن «معسكرات الاعتقال تحتوي على «غرف استجواب» مخصصة يتعرض فيها المعتقلون الأويغور لأساليب تعذيب متواصلة ووحشية، بما في ذلك الضرب بعصي معدنية، والصدمات الكهربائية، والسياط».
في يونيو 2021، أصدرت الجمعية الكندية للأنثروبولوجيا بيانًا بشأن شينجيانغ ذكرت فيه المنظمة أن «شهادات الخبراء والشهود والأدلة الدامغة من صور الأقمار الصناعية والوثائق وتقارير شهود العيان التابعة للحكومة الصينية تؤكد بشكل ساحق حجم الإبادة الجماعية».
في يونيو 2021، نشرت صحيفة نيويورك تايمز وبروبابليكا [الإنجليزية] تحليلهما لأكثر من 3000 مقطع فيديو، وخلصا إلى أنه بعد إعلان الولايات المتحدة في يناير 2021 أن الصين ترتكب إبادة جماعية في شينجيانغ، بدأت الحكومة الصينية حملة تأثير تضم آلاف مقاطع الفيديو لمواطنين صينيين ينكرون الإبادة الجماعية والانتهاكات في شينجيانغ على تويتر ويوتيوب. في أغسطس 2022، نشرت وزارة الخارجية الأمريكية تقريرًا بعنوان جهود جمهورية الصين الشعبية للتلاعب بالرأي العام العالمي بشأن شينجيانغ حول الجهود العالمية التي تبذلها الحكومة الصينية «لتشويه سمعة المصادر المستقلة التي تبلغ عن الإبادة الجماعية والجرائم ضد الإنسانية المستمرة» في شينجيانغ.
في مقال نُشر في مجلة الدراسات العرقية والإثنية [الإنجليزية]، وصف ديفيد توبين تصرفات الصين بأنها «إبادة جماعية بالاستنزاف». وكتب أن تصرفات الصين ضد الأويغور، بما في ذلك الاعتداء الجنسي والاحتجاز الجماعي والتعذيب الجسدي والعقلي، كانت تهدف إلى تدمير «أسس حياة [الأويغور] ولغتهم ودينهم ونقل الثقافة بين الأجيال، وحل «المشكلة العرقية» من خلال الموت الاجتماعي للمسلمين الأتراك».
وفي كتاب أكاديمي صدر عام 2023 من تأليف المنظرين السياسيين آلان بروسات وخوان ألبرتو رويز كاسادو، وُصف اتهام الإبادة الجماعية بأنه لا أساس له من الصحة. ووصفوا المعلومات المستخدمة لتطبيق هذا الوصف بأنها مضللة وتأتي «حصريًا من مصادر قليلة، وفي الغالب متحيزة بشكل ساحق ومعلن في حملتها المناهضة للصين»؛ وانتقدوا بشكل خاص دراسة أدريان زينز عن المعتقلين في عام 2018 ودراسة التعقيم في عام 2019 باعتبارها «واهية أكاديميًا» وتحتوي على ادعاءات مضللة أو كاذبة بشكل مباشر، على التوالي.
وكتب الأكاديميان ستيف تسانج وأوليفيا تشيونج أن بحثهما لم يتوصل إلى أي دليل على أن شي جين بينج يدعو إلى الإبادة الجماعية ضد الأويغور. ويخلص تسانج وتشيونج إلى أن سياسات الصين تجعل الهوية القائمة على الثقافة أو الدين أو لغة الأقلية تابعة لها، في محاولة لإنشاء هوية وطنية قائمة على تراث هان، واللغة، وفكر شي جين بينج.

## الملاحظات
1. ↑  وعلى سبيل المقارنة، وصف هوشيلد الإبادة الجماعية التي ارتكبها الألمان ضد شعب الهيريرو في جنوب غرب أفريقيا (1904–1907) بأنها إبادة جماعية بسبب طبيعتها المحددة والمنهجية والمتعمدة.[78][79]
2. ↑  تجد هنا قائمة الدول التي شاركت في تأليف إعلان الأمم المتحدة في الذكرى الخامسة والثمانين للمجاعة الكبرى.[282][283]
3. ↑  وقعت الأمة على إعلان الأمم المتحدة بشأن الذكرى الخامسة والثمانين للمجاعة الكبرى في عامي 1932–1933 في أوكرانيا.[287]
4. 1 2 3

### ببليوغرافيا
- Adhikari، Mohamed (25 يوليو 2022). Destroying to Replace: Settler Genocides of Indigenous Peoples. Indianapolis: Hackett Publishing Company. ISBN:978-1647920548. مؤرشف من الأصل في 2024-12-07.
- Allworth، Edward (1998). The Tatars of Crimea: Return to the Homeland: Studies and Documents. Durham: Duke University Press. ISBN:9780822319948. LCCN:97019110. OCLC:610947243.
- Andriewsky، Olga (23 يناير 2015). "Towards a Decentred History: The Study of the Holodomor and Ukrainian Historiography". East/West: Journal of Ukrainian Studies. ج. 2 ع. 1: 18–52. DOI:10.21226/T2301N. ISSN:2292-7956. مؤرشف من الأصل في 2025-01-14. On 28 November 2006, the Parliament of Ukraine, with the president's support and in consultation with the National Academy of Sciences, voted to recognize the Ukrainian Famine of 1932–33 as a deliberate act of genocide against the Ukrainian people ("Zakon Ukrainy pro Holodomor"). A vigorous international campaign to have the United Nations, the Council of Europe, and other governments do the same was subsequently initiated by the Ministry of Foreign Affairs.
- Ascherson، Neal (1999). The King Incorporated: Leopold the Second and the Congo (ط. New). London: Granta. ISBN:1-86207-290-6.
- Atto، Naures (2016). "What Could Not Be Written: A Study of the Oral Transmission of Sayfo Genocide Memory Among Assyrians". Genocide Studies International. ج. 10 ع. 2: 183–209. DOI:10.3138/gsi.10.2.04.
- Barta، Tony (2023). "A Very British Genocide: Acknowledgement of Indigenous Destruction in the Founding of Australia and New Zealand". في Kiernan، Ben؛ Blackhawk، Ned؛ Madley، Benjamin؛ Taylor، Rebe (المحررون). The Cambridge World History of Genocide. مطبعة جامعة كامبريدج. ج. II: Genocide in the Indigenous, Early Modern and Imperial Worlds, from c.1535 to World War One. ص. 46–68. DOI:10.1017/9781108765480. ISBN:978-1-108-48643-9.
- Bennigsen، Alexandre؛ Broxup، Marie (1983). The Islamic threat to the Soviet State. London: Taylor & Francis. ISBN:9781317831716. LCCN:82016826. مؤرشف من الأصل في 2023-10-19.
- Besemeres، John (2016). A Difficult Neighbourhood: Essays on Russia and East-Central Europe since World War II. Canberra: ANU Press. ISBN:9781760460617. مؤرشف من الأصل في 2023-10-04.
- Biner، Zerrin Özlem (2011). "Multiple imaginations of the state: understanding a mobile conflict about justice and accountability from the perspective of Assyrian–Syriac communities". Citizenship Studies. ج. 15 ع. 3–4: 367–379. DOI:10.1080/13621025.2011.564789.
- Blank، Stephen (2015). "A Double Dispossession: The Crimean Tatars After Russia's Ukrainian War". Genocide Studies and Prevention. ج. 9 ع. 1: 18–32. DOI:10.5038/1911-9933.9.1.1271.
- Boyce، James (2010). Van Diemen's Land. Melbourne: Black Inc. ISBN:978-1-86395-491-4.
- Broome، Richard (2019). Aboriginal Australians: a history since 1788 (ط. 5th). Crows Nest, NSW: Allen & Unwin. ISBN:9781760528218.
- Bryan، Fanny E. (1984). "Anti-religious activity in the Chechen-Ingush republic of the USSR and the survival of Islam". Central Asian Survey. ج. 3 ع. 2: 99–115. DOI:10.1080/02634938408400466.
- Chang، Jon K. (2019). "Ethnic Cleansing and Revisionist Russian and Soviet History". Academic Questions. ج. 32 ع. 2: 270. DOI:10.1007/s12129-019-09791-8 (غير نشط 1 نوفمبر 2024). S2CID:150711796.{{استشهاد بدورية محكمة}}:  صيانة الاستشهاد: وصلة دوي غير نشطة منذ 2024 (link)
- Clements، Nicholas (2013). Frontier Conflict in Van Diemen's Land (PhD thesis) (PDF) (Thesis). جامعة تسمانيا. مؤرشف من الأصل (PDF) في 2022-12-12.
- Clements، Nicholas (2014). The Black War. Brisbane: University of Queensland Press. ISBN:978-0-70225-006-4.
- Cornell، Svante (2001). "Cooperation and Conflict in the North Caucasus". في Aybak، Tunc (المحرر). Politics of the Black Sea: Dynamics of Cooperation and Conflict. I.B. Tauris. ص. 241. ISBN:9781860644542. LCCN:1860644546.
- Courtois، Stephane (2010). "Raphael Lemkin and the Question of Genocide under Communist Regimes". في Bieńczyk-Missala، Agnieszka؛ Dębski، Sławomir (المحررون). Rafał Lemkin. المعهد البولندي للشؤون الدولية  [لغات أخرى]‏. ص. 121–122. ISBN:9788389607850. LCCN:2012380710.{{استشهاد بكتاب}}:  صيانة الاستشهاد: علامات ترقيم زائدة (link)
- "Democratic Republic of the Congo". World Without Genocide. 2012. مؤرشف من الأصل في 2025-01-14. اطلع عليه بتاريخ 2015-07-29.
- Drumond، Paula (2011). "Invisible Males: The Congolese Genocide". في Jones، Adam (المحرر). New Directions in Genocide Research. روتليدج (دار نشر). ص. 96–112. ISBN:978-0-415-49597-4.
- Ewans، Martin (2017). European Atrocity, African Catastrophe: Leopold II, the Congo Free State and its Aftermath. روتليدج (دار نشر). ISBN:978-1317849070. مؤرشف من الأصل في 2024-12-06 – عبر كتب جوجل.
- Fisher، Alan W. (2014). Crimean Tatars. Stanford, California: Hoover Press. ISBN:9780817966638. LCCN:76041085. OCLC:946788279.
- Fredholm، Michael (2000). "The prospects for genocide in Chechnya and extremist retaliation against the West". Central Asian Survey. ج. 19 ع. 3: 315–327. DOI:10.1080/026349300750057955. S2CID:145806371.
- Gaunt، David (2013). "Failed Identity and the Assyrian Genocide". Shatterzone of Empires: Coexistence and Violence in the German, Habsburg, Russian, and Ottoman Borderlands (ط. illustrated). مطبعة جامعة إنديانا. ص. 317–333. ISBN:978-0-253-00631-8.
- Gaunt, David (2015). "The Complexity of the Assyrian Genocide". Genocide Studies International (بالإنجليزية). 9 (1): 83–103. DOI:10.3138/gsi.9.1.05. ISSN:2291-1847. Archived from the original on 2024-12-13.
- Gaunt، David؛ Atto، Naures؛ Barthoma، Soner O. (2017). "Introduction: Contextualizing the Sayfo in the First World War". Let Them Not Return: Sayfo – The Genocide Against the Assyrian, Syriac, and Chaldean Christians in the Ottoman Empire. Berghahn Books. ص. 1–32. ISBN:978-1-78533-499-3.
- Gilbert، Martin (1989). Second World War. London: Guild Publishing.
- Goddeeris، Idesbald (2015). "Postcolonial Belgium: The Memory of the Congo". International Journal of Postcolonial Studies. ج. 17 ع. 3: 434–51. DOI:10.1080/1369801X.2014.998253. S2CID:163672254.
- Hochschild، Adam (1999). King Leopold's Ghost: A Story of Greed, Terror, and Heroism in Colonial Africa (ط. 1st). Boston: Houghton Mifflin. ISBN:978-0-618-00190-3.
- Hochschild، Adam (6 أكتوبر 2005). "In the Heart of Darkness". New York Review of Books. ج. 52 ع. 15. مؤرشف من الأصل في 2015-11-14.
- Hughes، Robert (1987). The Fatal Shore. London: Pan. ISBN:0-330-29892-5.
- Joes، Anthony James (2010). "Guerrilla Warfare". في Fink، George (المحرر). Stress of War, Conflict and Disaster. Academic Press. ص. 357. ISBN:9780123813824. LCCN:2010024875.
- Jones، Adam (2016). Genocide: A Comprehensive Introduction (ط. revised). روتليدج (دار نشر). ص. 203. ISBN:9781317533856. مؤرشف من الأصل في 2024-11-24 – عبر كتب جوجل.
- Kamusella، Tomasz (2008). The Politics of Language and Nationalism in Modern Central Europe. Basingstoke: Palgrave Macmillan. ISBN:9780230583474. OCLC:943531746.
- Kieser، Hans-Lukas؛ Bloxham، Donald (2014). "Genocide". The Cambridge History of the First World War: Volume 1: Global War. مطبعة جامعة كامبريدج. ص. 585–614. ISBN:978-0-511-67566-9.
- Kleveman, Lutz (2002). Der Kampf um das Heilige Feuer: Wettlauf der Weltmächte am Kaspischen Meer [The Battle for the Sacred Fire: Race of the World Powers on the Caspian Sea] (بالألمانية). Rowohlt. p. 87. ISBN:9783871344565. Archived from the original on 2024-11-20 – via كتب جوجل.
- Koinova، Maria (2019). "Diaspora coalition-building for genocide recognition: Armenians, Assyrians and Kurds" (PDF). Ethnic and Racial Studies. ج. 42 ع. 11: 1890–1910. DOI:10.1080/01419870.2019.1572908. مؤرشف (PDF) من الأصل في 2022-03-03. اطلع عليه بتاريخ 2022-02-19.
- Kostópoulos, Tásos (2007). Pólemos kai Ethnokátharsi: I xechasméni plevrá mias dekaetoús ethnikís exórmisis (1912-1922) Πόλεμος και Εθνοκάθαρση: Η ξεχασμένη πλευρά μιας δεκαετούς εθνικής εξόρμησης (1912-1922) [War and Ethnic Cleansing: The Forgotten Side of a Ten-Year National Expedition (1912-1922)] (باليونانية). Athens: Βιβλιόραμα.
- Lawson، Tom (2014). The Last Man. London: أي بي توريس. ISBN:978-1-78076-626-3.
- Legters، Lyman H. (1992). "The American Genocide". في Lyden، Fremont J. (المحرر). Native Americans and Public Policy. Pittsburgh: University of Pittsburgh Press. ISBN:9780822976820. OCLC:555693841.
- Madley، Benjamin (2004). "Patterns of frontier genocide 1803–1910: the aboriginal Tasmanians, the Yuki of California, and the Herero of Namibia". Journal of Genocide Research. ج. 6 ع. 2: 167–192. DOI:10.1080/1462352042000225930. S2CID:145079658. مؤرشف من الأصل في 2022-12-12.
- Margolis، Eric (2008). American Raj: Liberation or Domination?. Key Porter Books. ص. 277. ISBN:9781554700875. LCCN:2008431610.
- Milton، Sybil (1992). Nazi Policies Toward Roma and Sinti, 1933–1945. Gypsy Lore Society. ج. 2. ASIN:B0006RI6NA. Preview in ProQuest.
- Milton، Sybil (2009). "The Holocaust: The Gypsies". في Totten، Samuel؛ Parsons، William S. (المحررون). Century of Genocide (ط. 3rd). Routledge.
- Naimark، Norman (2010). Stalin's Genocides. Princeton, N. J.: دار نشر جامعة برنستون. ISBN:9780691152387. LCCN:2010019063. مؤرشف من الأصل في 2024-12-08.
- Nzongola-Ntalaja، Georges (2007). The Congo, From Leopold to Kabila: A People's History (ط. 3rd). New York: Palgrave. ISBN:978-1-84277-053-5.
- Özçelik، Sezai (2020). "The Russian Occupation of Crimea in 2014: The Second Sürgün (The Soviet Genocide) of the Crimean Tatars". TroyAcademy. ج. 5 ع. 1: 29–44. DOI:10.31454/usb.721939. S2CID:218783911.
- Reynolds، Henry (2001). An Indelible Stain?. Sydney: Penguin. ISBN:978-0-67091-220-9.
- Ryan، Lyndall (2012). Tasmanian Aborigines. Sydney: Allen & Unwin. ISBN:978-1-74237-068-2.
- Schaller، Dominik (2005). "Raphael Lemkin's view of European colonial rule in Africa: between condemnation and admiration" (PDF). Journal of Genocide Research. ج. 7 ع. 4: 538. DOI:10.1080/14623520500349977. ISSN:1469-9494. S2CID:36915506. مؤرشف من الأصل (PDF) في 2019-12-12. اطلع عليه بتاريخ 2019-12-12.
- Shipway، Jesse (2017). The Memory of Genocide in Tasmania, 1803–2013: Scars on the Archive. Palgrave Studies in the History of Genocide. Palgrave Macmillan. DOI:10.1057/978-1-137-48443-7. ISBN:978-1-137-48443-7.
- Simon، Thomas W. (2007). The Laws of Genocide: Prescriptions for a Just World. Greenwood Publishing Group. ISBN:978-0275979454. مؤرشف من الأصل في 2024-12-06 – عبر كتب جوجل.
- Sjöberg، Erik (2016). The Making of the Greek Genocide: Contested Memories of the Ottoman Greek Catastrophe. Berghahn Books. ISBN:978-1-78533-326-2.
- Sousa، Ashley Riley (2004). ""They will be hunted down like wild beasts and destroyed!": a comparative study of genocide in California and Tasmania". Journal of Genocide Research. ج. 6 ع. 2: 193–209. DOI:10.1080/1462352042000225949. S2CID:109131060. مؤرشف من الأصل في 2024-12-13.
- Stapleton، Timothy J. (2017). A History of Genocide in Africa. ABC-CLIO. ISBN:978-1440830525. مؤرشف من الأصل في 2024-12-11 – عبر كتب جوجل.
- Statiev، Alexandar (2010). "Soviet ethnic deportations: intent versus outcome". Journal of Genocide Research. ج. 11 ع. 2–3: 243–264. DOI:10.1080/14623520903118961. S2CID:71905569.
- Talay, Shabo (2018). "Sayfo 1915: the Beginning of the End of Syriac Christianity in the Middle East". Sayfo 1915: An Anthology of Essays on the Genocide of Assyrians/Arameans during the First World War (بالإنجليزية). مطبعة جورجياس  [لغات أخرى]‏. pp. 1–20. ISBN:978-1-4632-3996-1.{{استشهاد بكتاب}}:  صيانة الاستشهاد: علامات ترقيم زائدة (link)
- Tatz، Colin؛ Higgins، Winton (2016). The Magnitude of Genocide. Santa Barbara, CA: ABC-CLIO. ISBN:9781440831614. LCCN:2015042289. OCLC:930059149. مؤرشف من الأصل في 2024-12-08 – عبر كتب جوجل.
- Taylor، Rebe (2023). "Genocide in Van Diemen's Land (Tasmania), 1803–1871". في Kiernan، Ben؛ Blackhawk، Ned؛ Madley، Benjamin؛ Taylor، Rebe (المحررون). The Cambridge World History of Genocide. مطبعة جامعة كامبريدج. ج. II: Genocide in the Indigenous, Early Modern and Imperial Worlds, from c.1535 to World War One. ص. 481–507. DOI:10.1017/9781108765480. ISBN:978-1-108-48643-9.
- Ther، Philipp (2014). The Dark Side of Nation-States: Ethnic Cleansing in Modern Europe. Göttingen: Berghahn Books. ص. 118. ISBN:9781782383031. LCCN:2011516970. مؤرشف من الأصل في 2024-11-20 – عبر كتب جوجل.
- Tishkov، Valery (2004). Chechnya: Life in a War-Torn Society. Berkeley, California: University of California Press. ج. 6. ص. 33. ISBN:9780520930209. LCCN:2003017330.
- Tsang، Steve؛ Cheung، Olivia (2024). The Political Thought of Xi Jinping. دار نشر جامعة أكسفورد. ISBN:9780197689363.
- Uehling، Greta (2015). "Genocide's Aftermath: Neostalinism in Contemporary Crimea". Genocide Studies and Prevention. ج. 9 ع. 1: 3–17. DOI:10.5038/1911-9933.9.1.1273.
- Van Reybrouck، David (2014). Congo: The Epic History of a People. London: Fourth Estate. ISBN:978-0-00-756290-9.
- Vanthemsche، Guy (2012). Belgium and the Congo, 1885–1980. New York: مطبعة جامعة كامبريدج. ISBN:978-0-521-19421-1.
- Vellut، Jean-Luc (12 يناير 2006). "Response to 'In the Heart of Darkness'". New York Review of Books. ج. 53 ع. 1. مؤرشف من الأصل في 2015-09-23.
- Verbeeck، Georgi (2020). "Legacies of an imperial past in a small nation. Patterns of postcolonialism in Belgium". European Politics and Society. ج. 21 ع. 3: 292–306. DOI:10.1080/23745118.2019.1645422. ISSN:2374-5118. S2CID:201454642.
- Weiner، Amir (2002). "Nothing but Certainty". Slavic Review. ج. 61 ع. 1: 44–53. DOI:10.2307/2696980. JSTOR:2696980. S2CID:159548222.
- Weisbord، Robert (2003). "Response to 'The King, the Cardinal and the Pope: Leopold II's genocide in the Congo and the Vatican'". Journal of Genocide Research. ج. 5 ع. 1: 35–45. DOI:10.1080/14623520305651. S2CID:73371517.
- Werth، Nicholas (2008). "The Crimes of the Stalin Regime: Outline for an Inventory and Classification". في Stone، Dan (المحرر). The Historiography of Genocide (ط. repeated). Basingstoke: Palgrave Macmillan. ص. 412. ISBN:9780230297784. LCCN:2007048561.
- Williams، Brian Glyn (2015). Inferno in Chechnya: The Russian-Chechen Wars, the Al Qaeda Myth, and the Boston Marathon Bombings. University Press of New England. ص. 47. ISBN:9781611688016. LCCN:2015002114. مؤرشف من الأصل في 2023-12-12 – عبر كتب جوجل.
- Yacoub، Joseph (2016). Year of the Sword: The Assyrian Christian Genocide: A History. Hurst. ISBN:978-0-19-063346-2.
- Yacoub, Joseph (2018). "Longtemps méconnu par la communauté internationale: le génocide assyro-chaldéen de 1915" [Long ignored by the international community: the Assyro-Chaldean genocide of 1915]. Relations Internationales (بالفرنسية). 173 (1): 45–64. DOI:10.3917/ri.173.0045.

## للقراءة الإضافية
- Beachler, D. (2011). The Genocide Debate: Politicians, Academics, and Victims (بالإنجليزية). Springer. ISBN:978-0-230-33763-3.
- Pruitt، W. R. (2017). "Understanding genocide denial legislation: A comparative analysis". International Journal of Criminal Justice Sciences. ج. 12 ع. 2: 270–284.